# Musica rock statunitense
Con musica rock statunitense, a volte impropriamente chiamata musica rock americana, ci si riferisce alla musica prodotta negli Stati Uniti d'America. La musica rock statunitense ha le sue radici nel rock and roll, nel rhythm and blues e nella musica country degli anni '40 e '50, e attinse anche dalla musica folklorica, dal jazz, dal blues e dalla musica classica. La musica rock statunitense è stata ulteriormente influenzata dalla British Invasion delle classifiche pop americane del 1964 e ha portato allo sviluppo del rock psichedelico.
Dalla fine degli anni '60 e all'inizio degli anni '70, la musica rock americana è stata molto influente nello sviluppo di una serie di fusioni di generi, che comprendono la folk rock, la blues rock, la country rock, roots rock e southern rock, mentre la fusione con il jazz portò al jazz rock. Tutti questi nuovi generi contribuirono poi allo sviluppo del rock psichedelico. Negli anni '70, il rock ha sviluppato un gran numero di sottogeneri, come soft rock, hard rock, glam rock, rock progressivo, heavy metal, e punk rock.
Nuovi sottogeneri derivati dal punk e importanti negli anni '80 includevano new wave, hardcore punk, post-punk, thrash e rock alternativo. Negli anni '90, il rock alternativo è entrato nel mainstream con il grunge e altri sottogeneri significativi includevano l'indie rock e il nu metal. Negli anni 2000 i generi che sono emersi nel mainstream includevano emo, metalcore e c'è stato un garage rock/post-punk revival. Lo sviluppo della tecnologia digitale ha portato allo sviluppo di nuove forme di rock elettronico digitale.

## Storia

### Il rock and roll a cavallo tra i '50 e '60

#### Origini

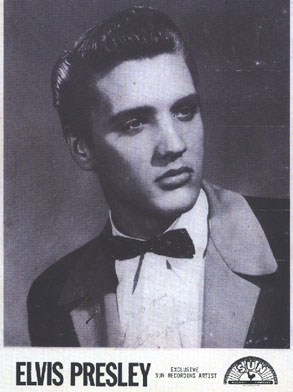
Elvis in una foto promozionale della Sun Records scattata nel 1954

Le origini della musica rock americana sono rintracciabili nel rock and roll, che ebbe origine negli Stati Uniti tra la fine degli anni '40 e l'inizio degli anni '50. Le sue origini immediate risiedono in una mescolanza di vari generi musicali afroamericani dell'epoca, tra cui il rhythm and blues e la musica gospel; oltre al country e western. Nel 1951, il disc jockey di Cleveland Alan Freed iniziò a suonare musica rhythm and blues per un pubblico multirazziale. A lui è attribuito il primo uso della frase "rock and roll" per descrivere la nuova musica.
Si discute molto su quello che dovrebbe essere considerato il primo disco rock and roll. Un contendente è Rocket 88 di Jackie Brenston e dei suoi Delta Cats (in realtà, Ike Turner e la sua band The Kings of Rhythm), registrato da Sam Phillips per la Sun Records a Memphis nel 1951. È stato affermato che That's All Right (Mama) (1954), il primo importante singolo di Elvis Presley per la Sun Records, sia stato il primo disco rock and roll, ma il brano Shake, Rattle & Roll di Big Joe Turner, in seguito rifatta da Bill Haley, era già in cima alle classifiche R&B di Billboard. Altri artisti con i primi successi rock and roll includevano Chuck Berry, Bo Diddley, Fats Domino, Little Richard, Jerry Lee Lewis e Gene Vincent. Rock Around the Clock (1955) di Bill Haley divenne la prima canzone rock and roll in cima alle principali classifiche di vendita e radiofoniche della rivista Billboard, e aprì le porte in tutto il mondo a questa nuova ondata di cultura popolare. Ben presto il rock and roll divenne il maggior vettore nelle vendite di dischi americani e crooner, come Eddie Fisher, Perry Como e Patti Page, che avevano dominato la popular music nel decennio precedente, videro notevolmente ridotto il loro accesso alle classifiche pop.

#### Diversificazione

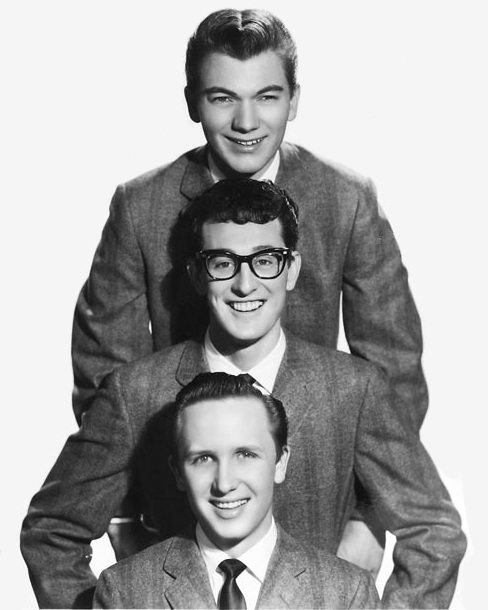
Buddy Holly & the Crickets in una foto promozionale del 1957

Il rock and roll è stato visto portare a una serie di sottogeneri distinti, tra cui il rockabilly, che combina il rock and roll con la variante del country chiamata "hillbilly", spesso suonata e registrata a metà degli anni '50 da cantanti bianchi come Carl Perkins, Jerry Lee Lewis, Buddy Holly e con il maggior successo commerciale, Elvis Presley. Al contrario, doo wop poneva l'accento su armonie vocali in più parti e testi di accompagnamento privi di significato (da cui il genere in seguito prese il nome), che di solito erano supportati da strumentazione leggera e avevano le loro origini nei gruppi vocali afroamericani degli anni '30 e '40. Band come The Crows, The Penguins, The El Dorados e The Turbans hanno tutti ottenuto grandi successi, e gruppi come The Platters, con canzoni tra cui The Great Pretender (1955), e poi The Coasters con canzoni divertenti come Yakety Yak (1958), classificato tra gli artisti rock and roll di maggior successo del periodo. L'era vide anche la crescita della popolarità della chitarra elettrica e lo sviluppo di uno stile di esecuzione specificamente rock and roll attraverso esponenti come Chuck Berry, Link Wray e Scotty Moore. Significativo fu anche l'avvento della musica soul come grande forza commerciale. Il Soul si è sviluppato dal rhythm and blues con un rafforzamento della matrice gospel e pop ed è stato guidato da pionieri come Ray Charles e Sam Cooke dalla metà degli anni '50.

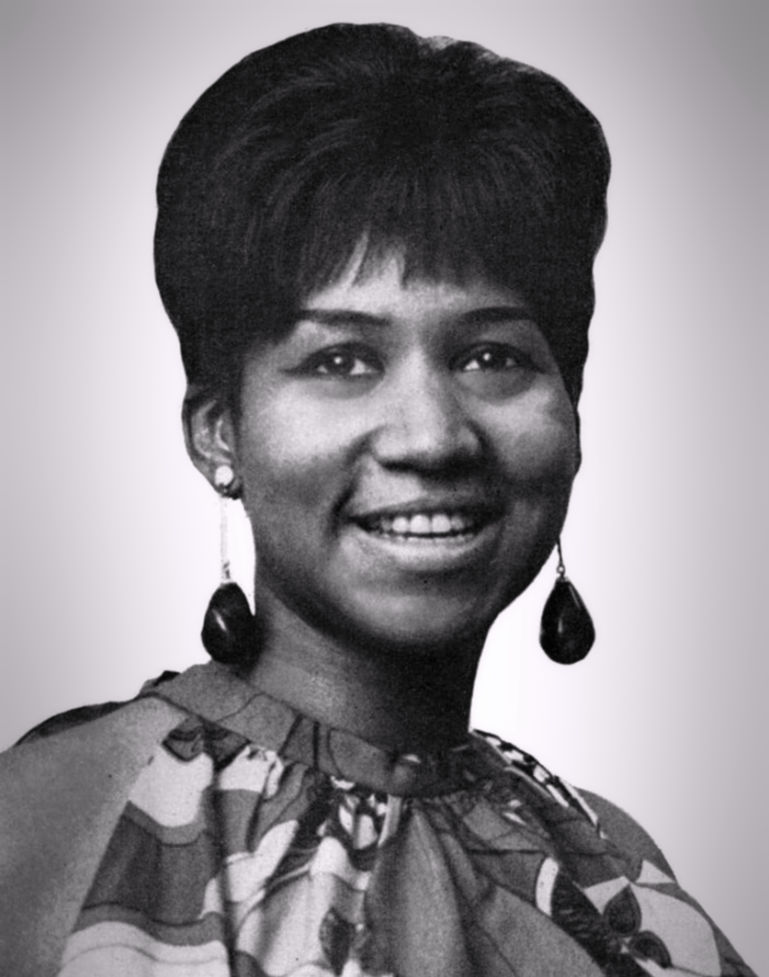
Aretha Franklin in una foto del 1967

All'inizio degli anni '60 personaggi come Marvin Gaye, James Brown, Aretha Franklin, Curtis Mayfield e Stevie Wonder stavano dominando le classifiche R&B e sfondando nelle principali classifiche pop, contribuendo ad accelerare la loro desegregazione, mentre Motown e Stax/Volt Records stavano diventando importanti forze nell'industria discografica. Tutti questi elementi, comprese le strette armonie del doo wop e dei gruppi femminili, la scrittura di canzoni accuratamente elaborata del Brill Building Sound e i raffinati valori di produzione del soul, sono stati visti come un'influenza sul suono Merseybeat, in particolare i primi lavori di The Beatles, e attraverso di loro e altri la forma della successiva musica rock. Alcuni storici della musica hanno anche indicato sviluppi tecnici importanti e innovativi che si sono basati sul rock and roll in questo periodo, in particolare il Wall of Sound perseguito da Phil Spector.

#### Il declino

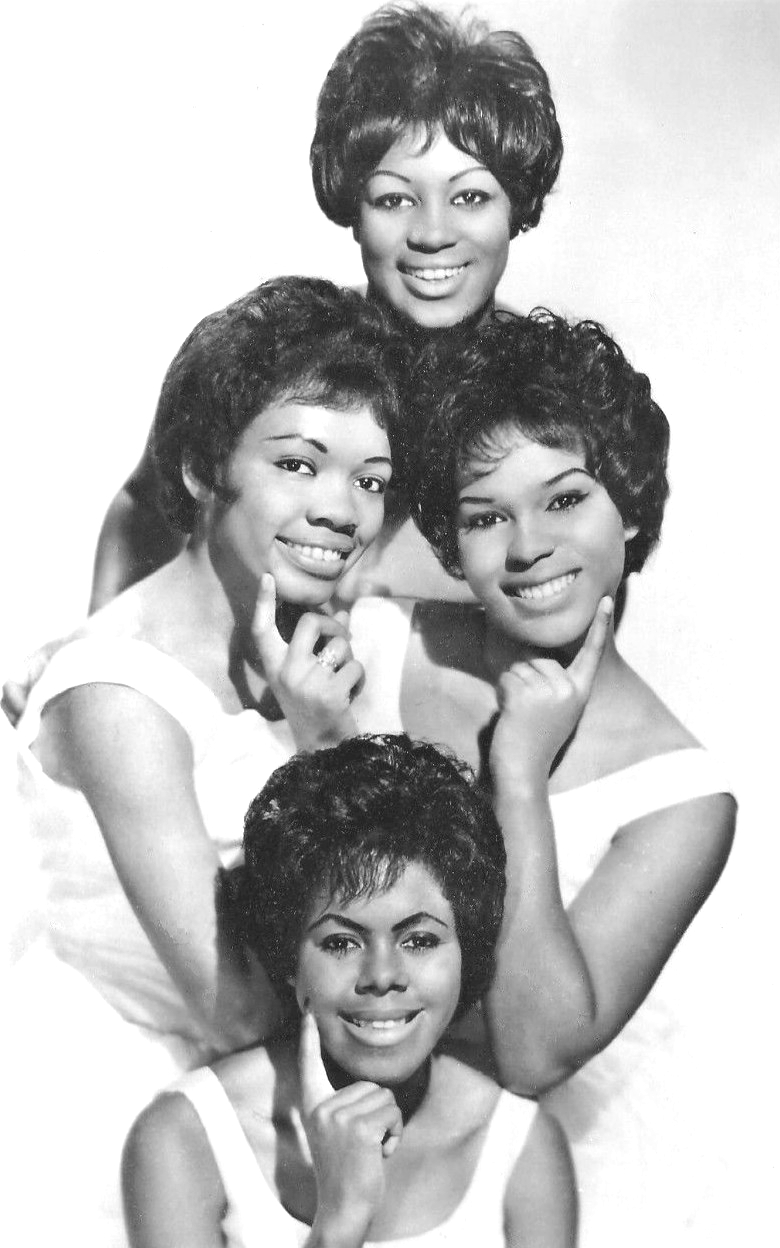
The Shirelles in una foto del 1962

I commentatori hanno tradizionalmente visto un declino del rock and roll alla fine degli anni '50 e all'inizio degli anni '60. Nel 1959, la morte di Buddy Holly, The Big Bopper e Ritchie Valens in un incidente aereo, la partenza di Elvis per l'esercito, il ritiro di Little Richard per diventare un predicatore, i processi di Jerry Lee Lewis e Chuck Berry e la rottura di lo scandalo payola (che ha coinvolto figure importanti, tra cui Alan Freed, in corruzione nella promozione di singoli artisti o canzoni), ha dato la sensazione che l'era iniziale del rock and roll fosse giunta al termine. Più recentemente alcuni autori hanno sottolineato importanti novità e tendenze di questo periodo senza le quali non sarebbero stati possibili sviluppi futuri. Mentre il primo rock and roll, in particolare attraverso l'avvento del rockabilly, ha visto il più grande successo commerciale per artisti maschi bianchi, in seguito il genere fu dominato da artiste nere e donne. Il rock and roll non era scomparso alla fine degli anni '50 e parte della sua energia può essere vista nella mania della danza Twist dei primi anni '60, a beneficio principalmente della carriera di Chubby Checker. Dopo essersi esaurito alla fine degli anni '50, il doo wop godette di un revival nello stesso periodo, con successi per artisti come The Marcels, The Capris, Maurice Williams e Shep and the Limelights. L'ascesa di gruppi femminili come The Chantels, The Shirelles e The Crystals ha posto l'accento sulle armonie e sulla produzione raffinata che era in contrasto con il rock and roll precedente. Alcuni dei successi più significativi del gruppo femminile sono stati i prodotti del Brill Building Sound, dal nome del blocco di New York in cui avevano sede molti cantautori, che includeva dei numero 1 in classifica per gli Shirelles Will You Love Me Tomorrow nel 1960, scritto da la collaborazione di Gerry Goffin e Carole King.

#### Musica surf

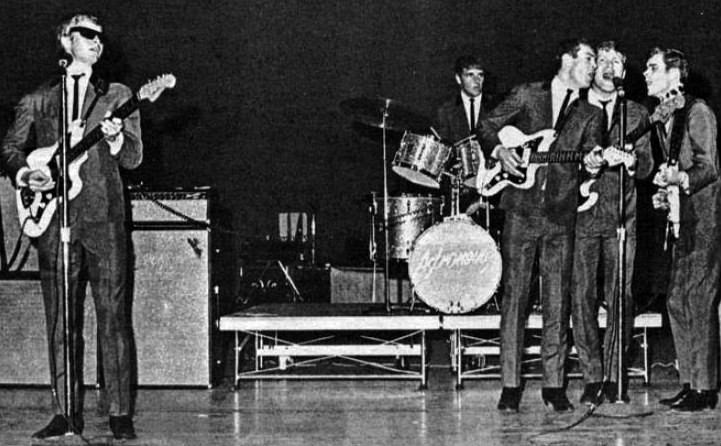
The Astronauts in una foto promozionale del 1966

Il rock and roll strumentale sperimentato da artisti come Duane Eddy, Link Wray e The Ventures è stato sviluppato da Dick Dale che ha aggiunto un caratteristico riverbero "wet" (bagnato), una rapida pennata alternata, nonché influenze mediorientali e messicane, producendo il successo regionale Let's Go Trippin' nel 1961 e lanciando la mania della musica surf. Come Dale e i suoi Del-Tones, la maggior parte dei primi gruppi di surf si sono formati nel sud della California, inclusi i Bel-Airs, The Challengers e Eddie & the Showmen. The Chantays hanno ottenuto un successo nazionale tra i primi dieci con Pipeline nel 1963 e probabilmente il brano surf più noto è stato Wipe Out del 1963 dei Surfaris, che ha raggiunto il numero 2 e il numero 10 delle classifiche di Billboard nel 1965. La crescente popolarità del genere ha portato gruppi di altre aree a cimentarsi. Questi includevano The Astronauts di Boulder (Colorado), The Trashmen, di Minneapolis in Minnesota, che raggiunsero il numero 4 con Surfin Bird nel 1964 e The Rivieras di South Bend (Indiana), che raggiunsero il numero 5 nel 1964 con California Sun. The Atlantics, di Sydney in Australia, hanno dato un contributo significativo al genere, con il loro successo Bombora (1963).

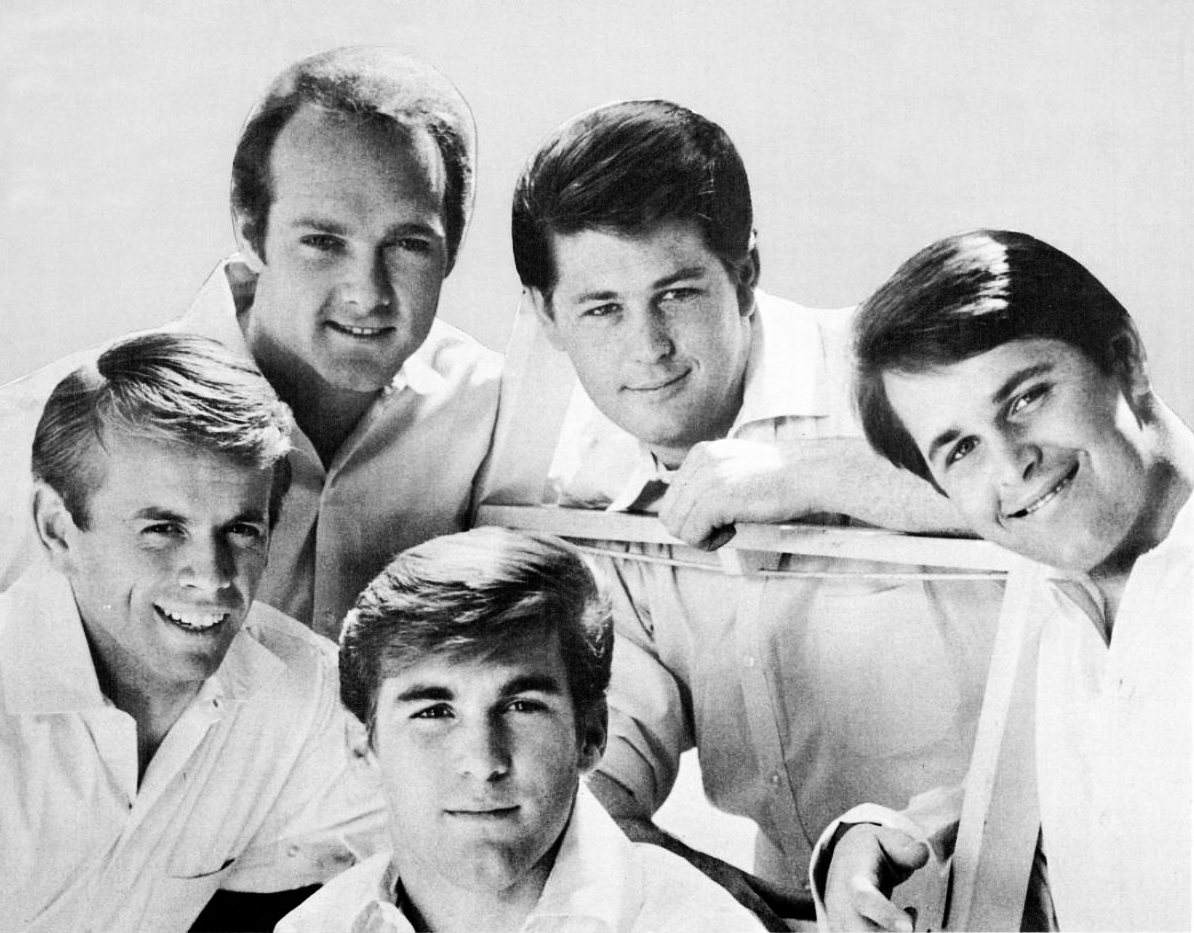
The Beach Boys in una foto promozionale del 1965

La musica da surf ha raggiunto il suo più grande successo commerciale come musica vocale, in particolare il lavoro dei Beach Boys, formati nel 1961 nel sud della California. I loro primi album includevano sia surf rock strumentale (tra cui cover di musica di Dick Dale) che canzoni vocali, attingendo al rock and roll e al doo wop e alle strette armonie di atti pop vocali come i Four Freshmen. Il loro primo successo in classifica, Surfin', nel 1962, raggiunse la top 100 di Billboard e contribuì a rendere la mania della musica surf un fenomeno nazionale. Dal 1963 il gruppo iniziò ad abbandonare il surf come argomento quando Brian Wilson divenne il loro principale compositore e produttore, passando ai temi più generali dell'adolescenza maschile, comprese le auto e le ragazze in canzoni come Fun, Fun, Fun (1964) e California Girls (1965). Seguirono altre band di surf vocale, tra cui gli one-hit wonders Ronny & the Daytonas con G. T. O. (1964) e Rip Chords con Hey Little Cobra, che raggiunsero entrambi la top ten, ma l'unica altra band a ottenere un successo duraturo con questa formula fu Jan & Dean, che ottenne un successo numero 1 con Surf City (co -scritto con Brian Wilson) nel 1963. La mania della musica da surf e le carriere di quasi tutti i surfisti furono effettivamente interrotte dall'arrivo dell'British Invasion nel 1964. Solo i Beach Boys sono stati in grado di sostenere una carriera creativa fino alla metà degli anni '60, producendo una serie di singoli e album di successo, tra cui l'apprezzatissimo Pet Sounds del 1966,[] che li ha resi, senza dubbio, l'unico gruppo rock o pop americano che poté rivaleggiare con i Beatles.

### Gli sviluppi degli anni '60

#### La British Invasion

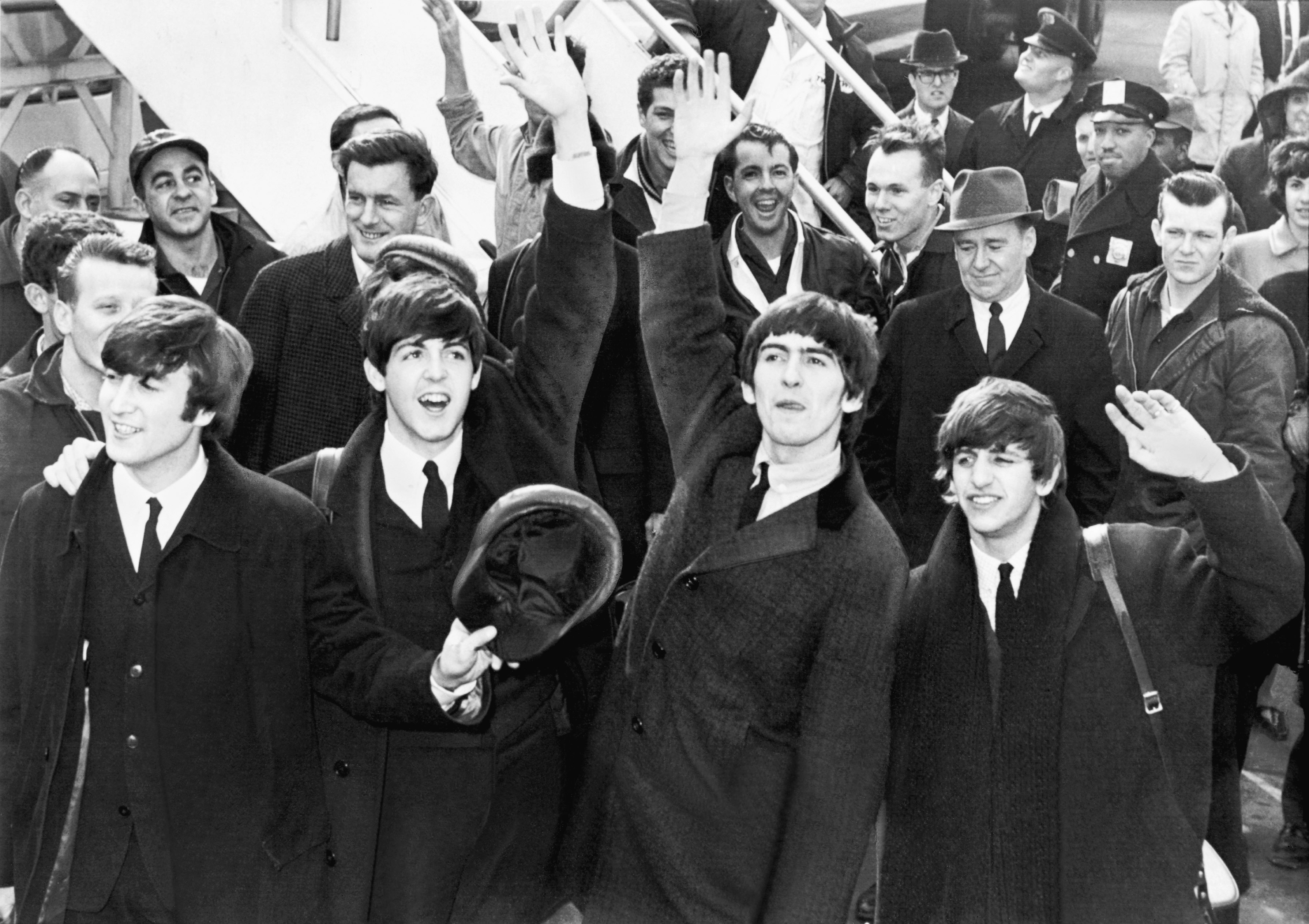
L'arrivo dei The Beatles negli USA per il loro primo tour americano

Entro la fine del 1962 gruppi beat britannici come i Beatles attingevano a una vasta gamma di influenze americane tra cui musica soul, rhythm and blues e musica surf. Inizialmente, hanno reinterpretato melodie americane standard, per esempio suonando per ballerini che facevano il twist. Questi gruppi alla fine hanno infuso le loro composizioni originali con idee musicali sempre più complesse e un suono distintivo. Durante il 1963, i Beatles e altri gruppi beat, come The Searchers e The Hollies, raggiunsero popolarità e successo commerciale in Gran Bretagna.
Il rock britannico ha raggiunto la popolarità mainstream negli Stati Uniti nel gennaio 1964 con il successo dei Beatles. I Want to Hold Your Hand è stata la prima hit numero 1 della band nella classifica Billboard Hot 100, dando inizio all'British Invasion delle classifiche musicali americane. La canzone è entrata in classifica il 18 gennaio 1964, al numero 45 prima di diventare il singolo numero 1 per 7 settimane e ha continuato a durare un totale di 15 settimane in classifica. La loro prima apparizione all'Ed Sullivan Show il 9 febbraio è considerata una pietra miliare nella cultura pop americana. La trasmissione ha attirato circa 73 milioni di spettatori, all'epoca un record per un programma televisivo americano. I Beatles sono diventati il gruppo rock più venduto di tutti i tempi e sono stati seguiti da numerose band britanniche, in particolare quelle influenzate dalla musica blues tra cui The Rolling Stones, The Animals e The Yardbirds.
La British Invasion probabilmente segnò la fine della musica surf strumentale, dei gruppi di ragazze vocali e (per un certo periodo) degli idolo degli adolescenti, che avevano dominato le classifiche americane alla fine degli anni '50 e all'inizio degli anni '60. Influì sulle carriere di artisti R&B affermati come Fats Domino e Chubby Checker e ha anche temporaneamente sviato il successo nelle classifiche di artisti rock and roll allora in ancora attivi, incluso Elvis. La British Invasion ha anche giocato un ruolo importante nell'ascesa di un genere distinto di musica rock, e ha cementato il primato del gruppo rock, basato su chitarre e batteria che produce materiale proprio come per il cantautorato.

#### Il Garage rock

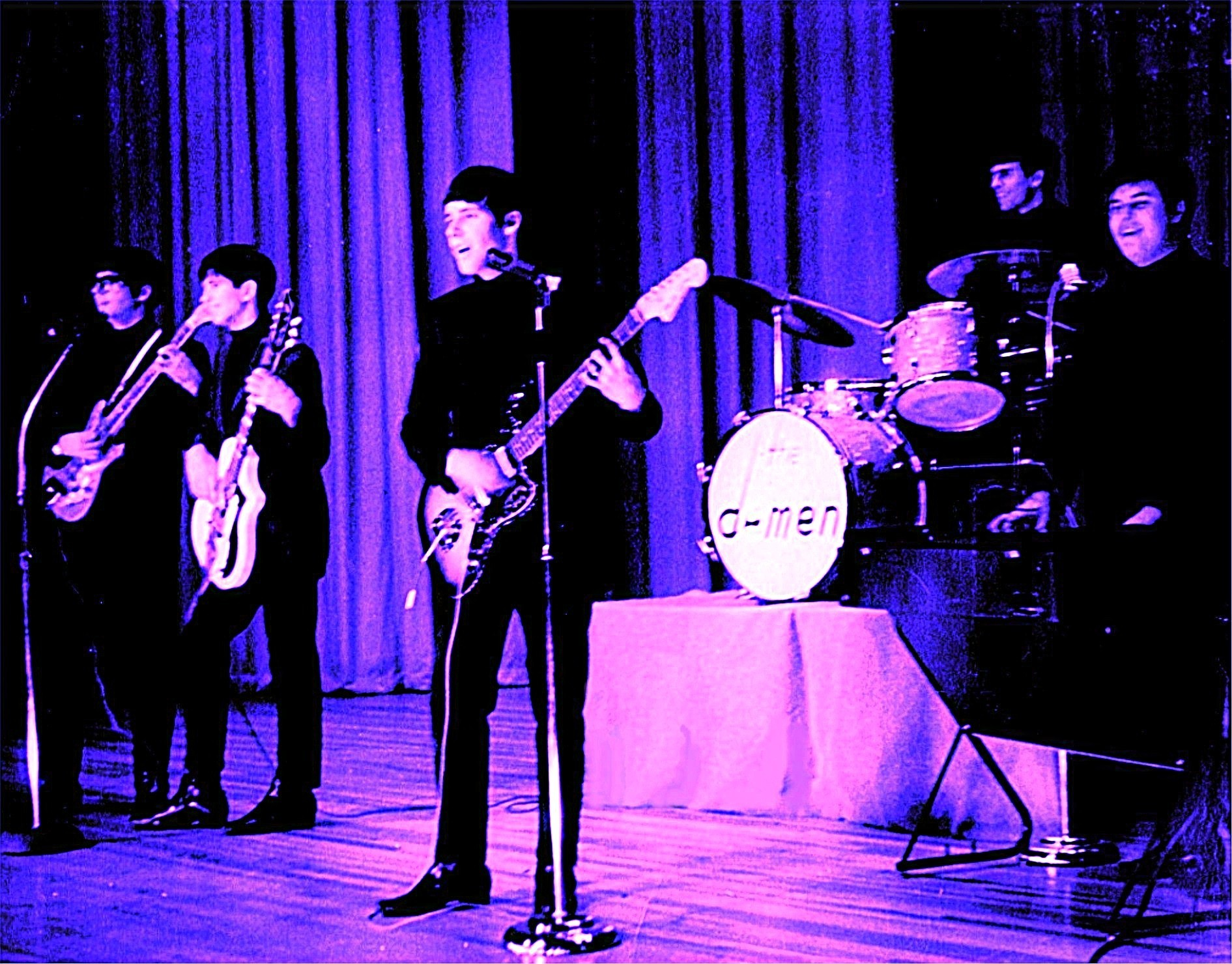
The D-Men (più tardi The Fifth Estate) nel 1964

Il garage rock era la forma grezza di musica rock, prevalente in Nord America a metà degli anni '60, e chiamato così a causa della percezione che fosse provato in un garage familiare di periferia. Le canzoni garage rock ruotavano attorno ai traumi della vita del liceo, con le canzoni sulle "ragazze bugiarde" particolarmente comuni. I testi e l'espressione erano più aggressivi di quanto fosse comune all'epoca, spesso con voci ringhiate o urlate spesso in modo insensato. Le band di questo ambito spaziavano dalla musica grezza composta da un solo accordo (come i The Seeds) alla qualità da musicista quasi da studio (come i The Knickerbockers, i Remains e i The Fifth Estate). C'erano anche varianti regionali in molte parti del paese con scene fiorenti in particolare in California e Texas. Gli stati del Pacifico nord-occidentale di Washington e dell'Oregon avevano forse il suono regionale più definito.
Lo stile si era evoluto dalle scene regionali già nel 1958. Tall Cool One (1959) di The Wailers e Louie Louie di The Kingsmen (1963) sono esempi tradizionali del genere nelle sue fasi formative. Nel 1963, i singoli di garage band si stavano insinuando nelle classifiche nazionali in numero maggiore, tra cui Paul Revere and the Raiders (Boise), the Trashmen (Minneapolis) e the Rivieras (South Bend, Indiana). Altre garage band influenti, come the Sonics (Tacoma, Washington), non hanno mai raggiunto la Billboard Hot 100. In questo primo periodo molte band furono fortemente influenzate dal surf rock e ci fu un'impollinazione incrociata tra garage rock e frat rock, a volte visto semplicemente come un sottogenere del garage rock.

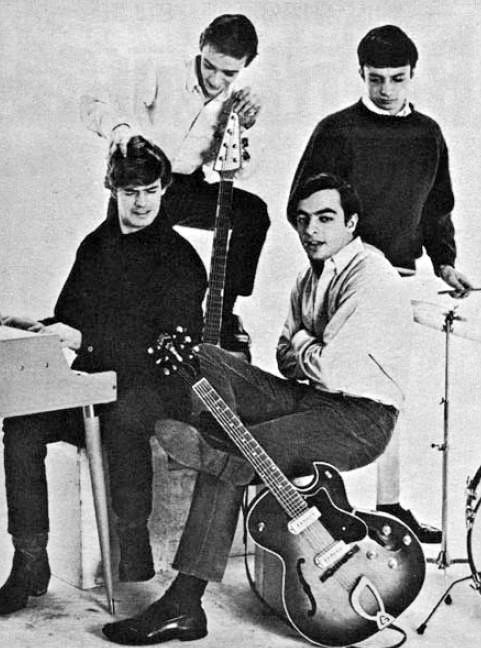
The Remains nel 1966

La British Invasion del 1964-66 influenzò notevolmente le garage band, fornendo loro un pubblico nazionale, portando molti (spesso gruppi di surf o hot rod) ad adottare una cadenza della British Invasion e incoraggiando la formazione di molti altri gruppi. Migliaia di garage band esistevano negli Stati Uniti e in Canada durante l'epoca e centinaia producevano successi regionali. Gli esempi includono: I Just Don't Care di The D-Men di New York City (1965), The Witch di The Sonics di Tacoma (1965), Where You Gonna Go (1967) di Unrelated Segments di Detroit, Girl I Got News for You dei The Birdwatchers di Miami (1966) e 1–2–5 di The Haunted di Montréal. Nonostante decine di band abbiano firmato con major o grandi etichette regionali, la maggior parte furono fallimenti commerciali. È generalmente accettato che il garage rock abbia raggiunto il picco sia commerciale che artistico intorno al 1966. Nel 1968 lo stile scomparve in gran parte dalle classifiche nazionali e a livello locale quando i musicisti dilettanti affrontarono il college, il lavoro o la leva. Nuovi stili si erano evoluti per sostituire il garage rock (inclusi blues-rock, rock progressivo e country rock). A Detroit il garage rock rimase vivo fino all'inizio degli anni '70, con band come gli MC5 e the Stooges, che impiegarono uno stile molto più aggressivo. Queste band iniziarono ad essere etichettate come punk rock e ora sono spesso viste come proto-punk o proto-hard rock.

#### Il Blues rock

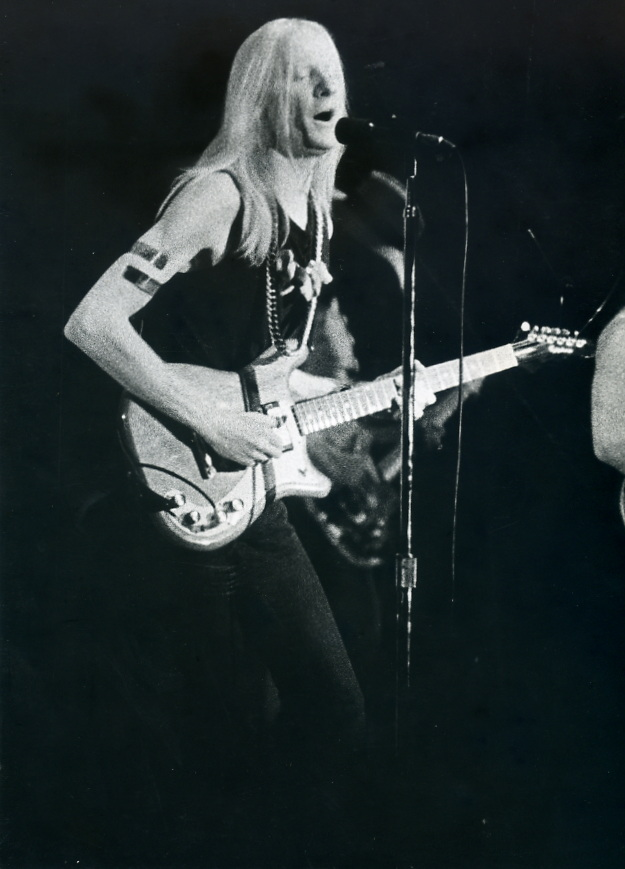
Johnny Winter in un concerto 1969

In America il blues rock era stato introdotto per la prima volta nei primi anni '60 dal chitarrista Lonnie Mack, ma il genere iniziò a decollare negli Stati Uniti a metà degli anni '60 quando i gruppi svilupparono un suono simile al blues britannico. I musicisti chiave includevano Paul Butterfield (la cui band ha agito come i Mayall's Bluesbreakers in Gran Bretagna come punto di partenza per molti musicisti di successo), Canned Heat, i primi Jefferson Airplane, Janis Joplin, Johnny Winter, The J. Geils Band e Jimi Hendrix con i suoi power trio, the Jimi Hendrix Experience e la Band of Gypsys, il cui virtuosismo chitarristico e spettacolo sarebbe stato tra i più emulati del decennio.
I primi gruppi rock blues spesso emulavano il jazz, suonando a lungo, coinvolgendo improvvisazioni, che in seguito sarebbero diventate un elemento importante del rock progressivo. Dal 1967 circa band come i Cream avevano iniziato ad allontanarsi dalla musica puramente blues verso la psichedelia. Negli anni '70 il blues rock era diventato più pesante e più basato sui riff, esemplificato dal lavoro delle band britanniche Led Zeppelin e Deep Purple, e quando le band iniziarono a registrare rock album in questo stile, le linee di demarcazione tra blues rock e hard rock "divennero poco percepibili". Il genere è stato continuato negli anni '70 da figure come George Thorogood, ma le band si sono concentrate sull'innovazione dell'heavy metal e il blues rock ha iniziato a scivolare fuori dal mainstream.

#### Il Folk rock

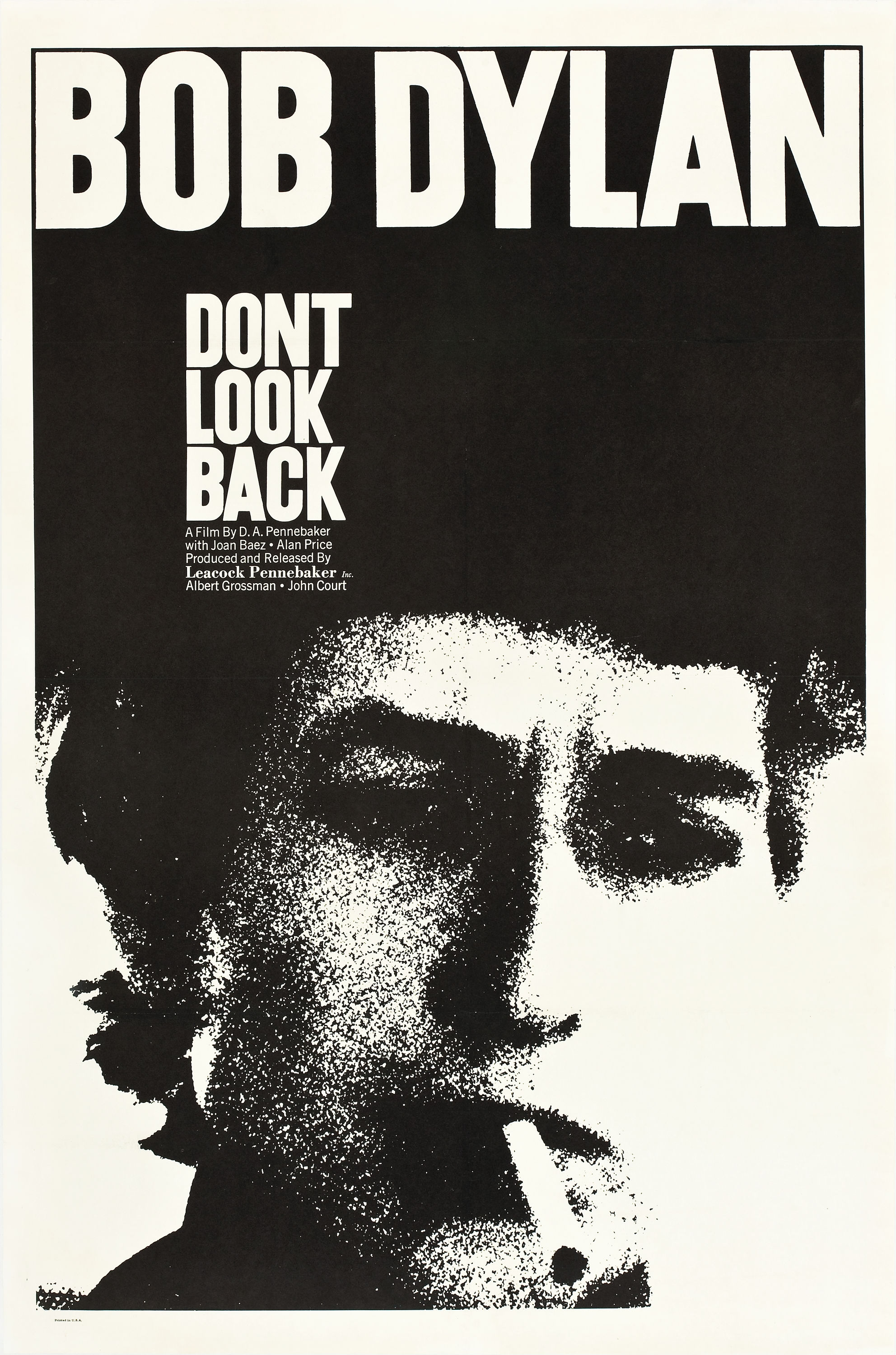
Manifesto del documentario di cinéma vérité Dont Look Back (1967)

Negli anni '60, la scena che si era sviluppata dal revival della musica folk americana era diventata un movimento importante, utilizzando musica tradizionale e nuove composizioni in uno stile tradizionale, di solito su strumenti acustici. In America il genere è stato introdotto da figure come Woody Guthrie e Pete Seeger e spesso identificato con la politica progressista o sindacale. Nei primi anni Sessanta personaggi come Joan Baez e Bob Dylan erano venuti alla ribalta in questo movimento come cantautori. Dylan aveva iniziato a raggiungere un pubblico mainstream con successi tra cui Blowin' in the Wind (1963) e Masters of War (1963), che portarono le "canzoni di protesta" a un pubblico più vasto, ma, sebbene iniziasse a influenzandosi a vicenda, la musica rock e quella folk erano rimaste in gran parte generi separati, spesso con un pubblico che si escludeva a vicenda.
Di solito si pensa che il movimento folk rock sia decollato con la registrazione dei Byrds di Mr. Tambourine Man di Dylan, che raggiunse la vetta delle classifiche nel 1965. Con membri che avevano fatto parte della scena folk dei caffè di Los Angeles, i Byrds adottarono la strumentazione rock, inclusa la batteria e le chitarre Rickenbacker a 12 corde, che divennero un elemento importante nel suono del genere. Nello stesso anno Dylan adottò gli strumenti elettrici con il suo Like a Rolling Stone che divenne un singolo di successo negli Stati Uniti, generando l'indignazione di molti puristi del folk. Il folk rock è decollato soprattutto in California, dove ha portato artisti come The Mamas & the Papas e Crosby, Stills and Nash a passare alla strumentazione elettrica, ed a New York, dove ha generato artisti tra cui The Lovin 'Spoonful e Simon e Garfunkel, con l'acustico di quest'ultimo The Sounds of Silence remixato con strumenti rock per essere il primo di molti successi.
Il folk rock raggiunse il suo apice di popolarità commerciale nel periodo 1967-8, prima che molti gruppi si spostassero in una varietà di direzioni, tra cui Dylan e i Byrds, che iniziarono a sviluppare il country rock. Tuttavia, si è visto che l'ibridazione di folk e rock ha avuto una grande influenza sullo sviluppo della musica rock, apportando elementi di psichedelia ed il concetti di la canzone di protesta, di "autorialità" e di "autenticità".

#### Il rock psichedelico

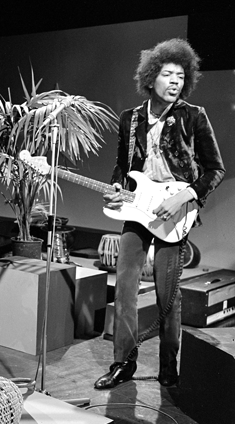
Jimi Hendrix nel 1967 alla TV olandese

L'atmosfera ispirata all'LSD della musica psichedelica iniziò nella scena folk, con gli Holy Modal Rounders di New York che usarono il termine nella loro registrazione del 1964 di Hesitation Blues. Il primo gruppo a pubblicizzarsi come rock psichedelico furono i 13th Floor Elevators dal Texas, alla fine del 1965; producendo un album che ha chiarito la loro direzione, con The Psychedelic Sounds of the 13th Floor Elevators l'anno successivo.
Il rock psichedelico è decollato nella scena musicale emergente della California quando i gruppi hanno seguito i Byrds dal folk al folk rock dal 1965. Lo stile di vita psichedelico si era già sviluppato a San Francisco e prodotti particolarmente importanti della scena furono The Grateful Dead, Country Joe and the Fish, The Great Society e Jefferson Airplane. I Byrds passarono rapidamente dal folk rock puro nel 1966 con il loro singolo Eight Miles High.
Il rock psichedelico ha raggiunto il suo apogeo negli ultimi anni del decennio. La Summer of Love del 1967 fu preceduta dall'evento Human Be-In e raggiunse il suo apice al Monterey Pop Festival, quest'ultimo contribuendo a fare di Jimi Hendrix una delle maggiori star americane. Le registrazioni chiave includevano Surrealistic Pillow dei Jefferson Airplane e Strange Days dei The Doors. Queste tendenze culminarono nel festival di Woodstock del 1969, che vide esibirsi la maggior parte dei principali artisti psichedelici, ma alla fine del decennio il rock psichedelico era già ridimensionato. La Jimi Hendrix Experience e i Cream si sciolsero e molti artisti sopravvissuti si allontanarono dalla psichedelia verso un "roots rock" più di ritorno alle origini, la più ampia sperimentazione del rock progressivo e dell'heavy rock carico di riff.

### Il rock delle radici tra tardi '60 ed inizio '70
"Roots rock" è il termine ora usato per descrivere un allontanamento da ciò che alcuni vedevano come gli eccessi della scena psichedelica, verso una forma più scarna di rock and roll che incorporava le sue influenze originali, in particolare la musica country e folk, portando alla creazione di country rock and Southern rock. Nel 1966 Bob Dylan andò a Nashville per registrare l'album Blonde on Blonde. Questo, e i successivi album più chiaramente influenzati dal paese, sono stati visti come la creazione del genere del country folk, un percorso seguito da un certo numero di musicisti folk, in gran parte acustici. Altre band che hanno seguito la tendenza del ritorno alle origini includevano i Creedence Clearwater Revival con sede in California, che mescolavano rock and roll scarno con folk, country e blues, per essere tra le band di maggior successo e influenti della fine degli anni '60. Lo stesso movimento vide l'inizio della carriera discografica di artisti solisti californiani come Ry Cooder, Bonnie Raitt e Lowell George, e influenzò il lavoro di artisti affermati come Beggars Banquet (1968) dei Rolling Stones e Let It Be dei Beatles (1970).[62]

#### Il Country rock

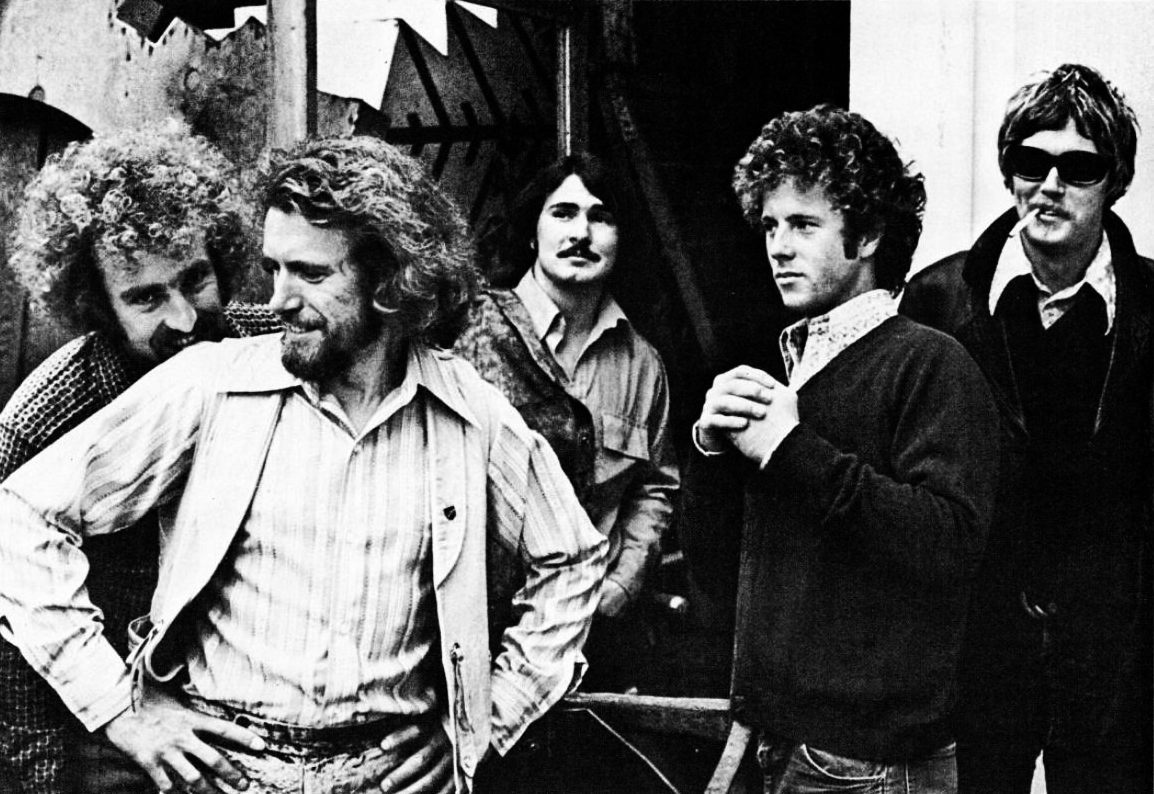
The Flying Burrito Brothers in una foto del 1971

Nel 1968 Gram Parsons registrò Safe at Home con la International Submarine Band, probabilmente il primo vero album country rock. Nello stesso anno si unì ai Byrds per Sweetheart of the Rodeo (1968), generalmente considerata una delle registrazioni più influenti del genere. I Byrds continuarono sulla stessa linea, ma Parsons se ne andò per essere raggiunto da un altro ex membro dei Byrds Chris Hillman nella formazione dei The Flying Burrito Brothers che contribuì a stabilire la rispettabilità e i parametri del genere, prima che Parsons lasciasse la band per intraprendere una carriera da solista. Il country rock era particolarmente popolare nella scena musicale californiana, dove fu adottato da band come Hearts and Flowers, Poco e New Riders of the Purple Sage, i Beau Brummels e la the Nitty Gritty Dirt Band. Alcuni artisti hanno anche goduto di una rinascita adottando suoni country, tra cui: the Everly Brothers; l'ex idolo adolescenziale Rick Nelson, che divenne il frontman della Stone Canyon Band; l'ex Monkee Mike Nesmith[76] che formò la First National Band; e Neil Young. The Dillard erano, insolitamente, artisti country che si spostarono verso la musica rock. Il più grande successo commerciale per il country rock arrivò negli anni '70, con artisti tra cui i Doobie Brothers, Emmylou Harris, Linda Ronstadt e the Eagles (composti da membri dei Burritos, Poco e Stone Canyon Band), che emersero come uno dei più gruppi rock di successo di tutti i tempi, producendo album che includevano Hotel California (1976).

#### Il Southern rock

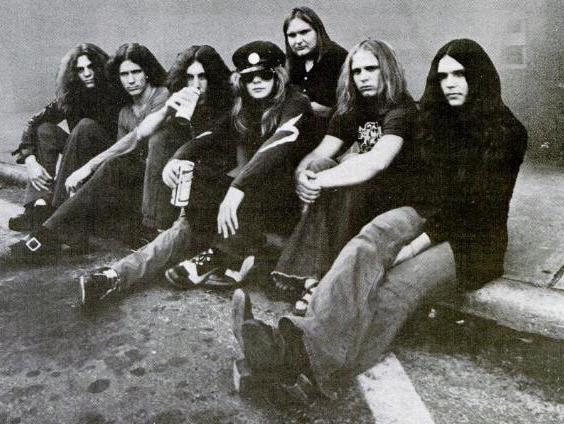
I Lynyrd Skynyrd nel 1973

Convenzionalmente si pensa che i fondatori del Southern rock (rock meridionale) siano stati la Allman Brothers Band, che ha sviluppato un suono distintivo, in gran parte derivato dal blues rock, ma incorporando elementi di boogie, soul e musica country nei primi anni '70. Il gruppo di maggior successo che li seguì fu Lynyrd Skynyrd, che ha contribuito a stabilire l'immagine del "bravo vecchio ragazzo" del sottogenere e la forma generale del rock per chitarra degli anni '70. I loro successori includevano gli strumentisti fusion/progressive Dixie Dregs, gli Outlaws più influenzati dal country, gli Wet Willie inclini al jazz e (che incorporavano elementi di R&B e gospel) gli Ozark Mountain Daredevils. Dopo la perdita dei membri originali degli Allmans e dei Lynyrd Skynyrd, il genere iniziò a perdere popolarità alla fine degli anni '70, ma fu sostenuto negli anni '80 con band come 38 Special, Molly Hatchet e The Marshall Tucker Band.

### I nuovi generi degli anni '70

#### Rock progressivo

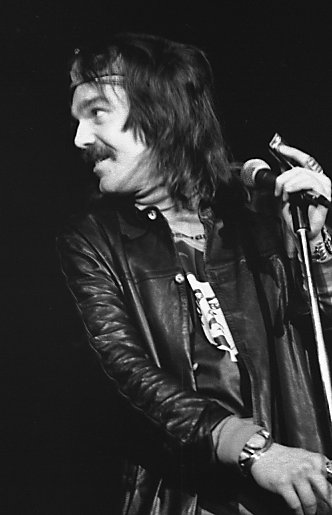
Captain Beefheart in una foto del 1974

Il rock progressivo, un termine talvolta usato in modo intercambiabile con l'art rock, è stato un tentativo di andare oltre le formule musicali consolidate sperimentando diversi strumenti, tipi di canzoni e forme. Dalla metà degli anni '60 gruppi tra cui The Left Banke e The Beach Boys, avevano aperto la strada all'inclusione di clavicembali, sezioni di fiati e archi nelle loro registrazioni per produrre una forma di rock barocco. Gli strumentali erano comuni, mentre le canzoni con i testi erano talvolta concettuali, astratte o basate sul fantasy e sulla fantascienza. Il marchio americano di prog rock variava dall'eclettico e innovativo Frank Zappa, Captain Beefheart e Blood, Sweat and Tears, a band più orientate al pop rock come Boston, Foreigner, Kansas, Journey e Styx. Questi, accanto alle band britanniche Supertramp e Electric Light Orchestra, hanno tutti dimostrato un'influenza prog rock e pur classificandosi tra gli atti di maggior successo commerciale degli anni '70, uscendo nell'era del "pomp" o del rock da arena, che sarebbe durato fin quando, a causa dei costi di spettacoli complessi (spesso con allestimenti teatrali ed effetti speciali), sarebbero stati sostituiti da festival rock più economici come importanti luoghi dal vivo negli anni '90.

#### Glam rock

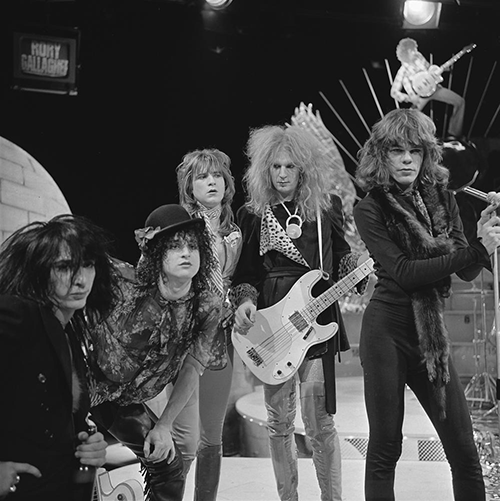
I New York Dolls nel 1973

Il glam rock è stato precorso dalla manipolazione dell'identità di genere di artisti americani come The Cockettes e Alice Cooper. È sorto dalle scene psichedeliche e art rock inglesi della fine degli anni '60 e può essere visto sia come un'estensione che come reazione contro quelle tendenze. Musicalmente era molto vario, variando dal semplice rock and roll revival al complesso art rock, e può essere visto tanto come una moda quanto come un sottogenere musicale. Visivamente era una rete di vari stili, che andavano dal glamour hollywoodiano degli anni '30, al sex appeal da pin-up degli anni '50, mescolando cabaret prebellico, stili letterari e simbolisti vittoriani, fantascienza, misticismo e mitologia antica e occultismo; manifestandosi in abiti oltraggiosi, trucco, acconciature e stivali con la suola alta. Il Glam è più noto per la sua ambiguità sessuale e di genere e per le rappresentazioni dell'androginia, oltre all'ampio uso della teatralità. Il successo di artisti britannici come David Bowie ha portato all'adozione di stili glam tra artisti come Lou Reed, Iggy Pop, New York Dolls e Jobriath, spesso noti come "glitter rock" e con un contenuto lirico più oscuro rispetto alle loro controparti britanniche.

#### Soft e hard rock

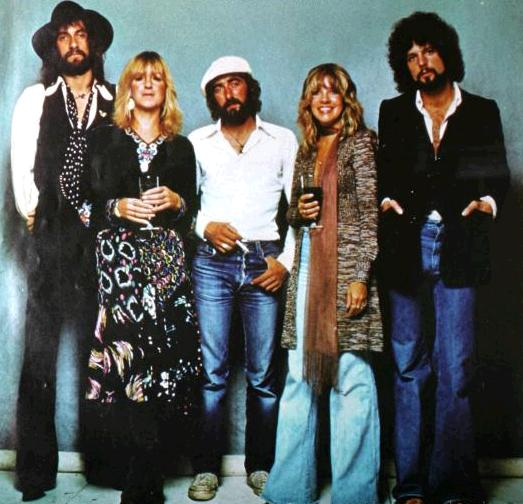
I Fleetwood Mac nel 1977

Dalla fine degli anni '60 divenne comune dividere la musica rock mainstream in soft rock e hard rock. Il soft rock era spesso derivato dal folk rock, utilizzando strumenti acustici e ponendo maggiore enfasi sulla melodia e sulle armonie. I principali artisti includevano Carole King, James Taylor e America. Ha raggiunto il suo apice commerciale tra la metà e la fine degli anni '70 con artisti come Billy Joel e il riformato Fleetwood Mac, il cui Rumours (1977) è stato l'album più venduto del decennio. Al contrario, l'hard rock era più spesso derivato dal blues-rock ed era suonato più forte e con maggiore intensità. Spesso enfatizzava la chitarra elettrica, sia come strumento ritmico che utilizza semplici riff ripetitivi sia come strumento solista solista, ed era più probabile che fosse usato con distorsioni e altri effetti. Le band chiave includevano band della British Invasion come The Who e The Kinks, così come artisti dell'era psichedelica come Cream, Jimi Hendrix e The Jeff Beck Group e band americane tra cui Iron Butterfly, MC5, Blue Cheer e Vanilla Fudge. Le band influenzate dall'hard rock che hanno riscosso successo internazionale nel 1970 includevano Montrose, incluso il talento strumentale di Ronnie Montrose e la voce di Sammy Hagar e probabilmente la prima band hard rock tutta americana a sfidare il dominio britannico del genere, pubblicarono il loro primo album nel 1973, e furono seguiti da band come gli Aerosmith.

#### Il primo heavy metal

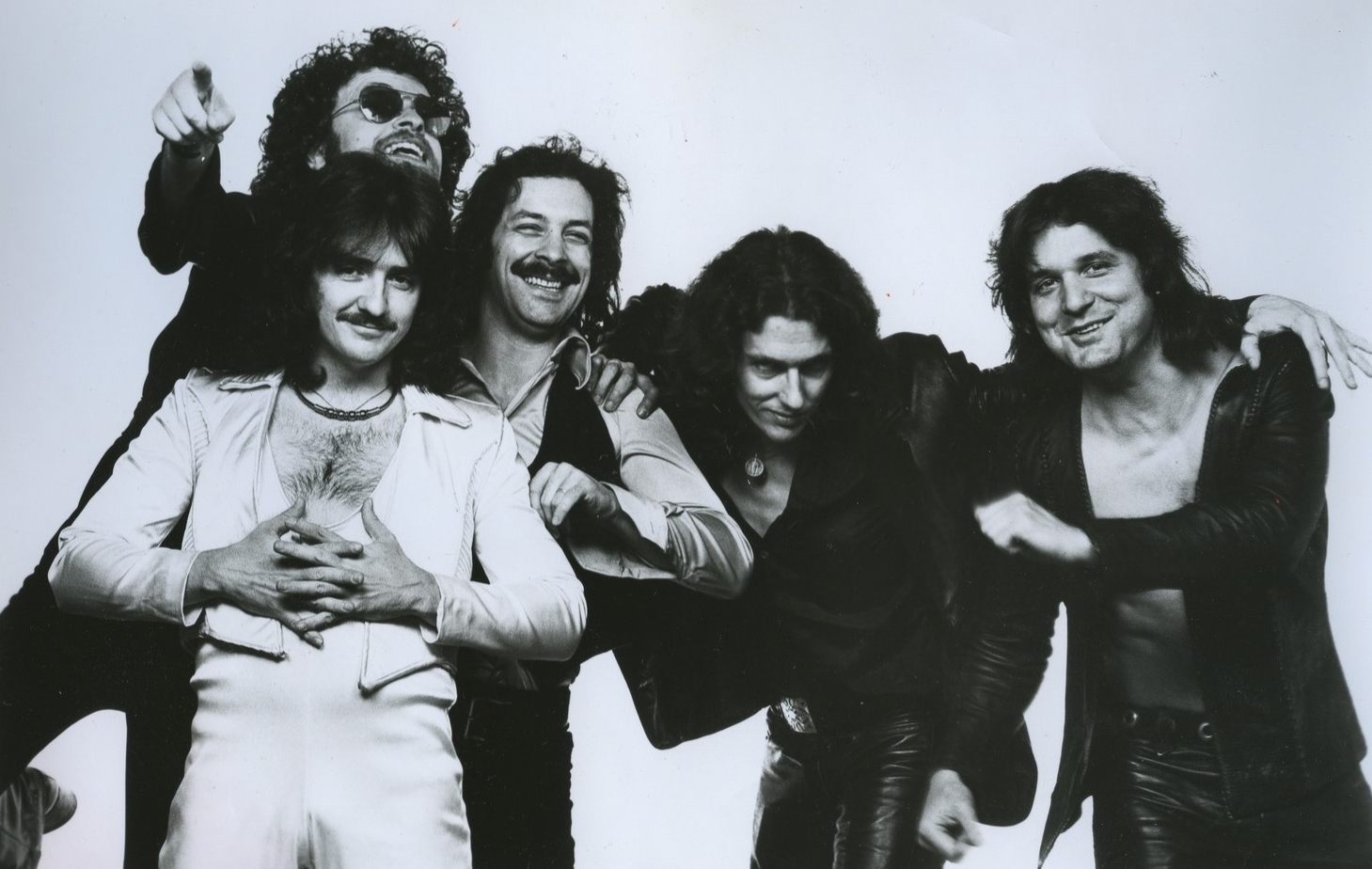
I Blue Öyster Cult in una foto del 1977

Dalla fine degli anni '60 il termine heavy metal iniziò ad essere usato per descrivere dell'hard rock suonato con ancora più volume e intensità, prima come aggettivo e all'inizio degli anni '70 come sostantivo. Il termine fu usato per la prima volta nella musica in Born to be Wild (1967) degli Steppenwolf e iniziò ad essere associato a gruppi pionieristici come i Blue Cheer di Boston e i Grand Funk Railroad del Michigan. Nel 1970 tre band britanniche chiave avevano sviluppato i suoni e gli stili caratteristici che avrebbero contribuito a plasmare il sottogenere. I Led Zeppelin aggiunsero elementi del fantasy al loro blues-rock carico di riff, i Deep Purple apportarono interessi sinfonici e medievali dalla loro frase rock progressiva e i Black Sabbath introdussero sfaccettature dell'armonia gotica e modale, contribuendo a produrre un suono "più oscuro". Questi elementi furono ripresi da una "seconda generazione" di band heavy metal alla fine degli anni '70, tra cui Kiss, Ted Nugent e Blue Öyster Cult dagli Stati Uniti. Nonostante la mancanza di diffusione radiofonica e la presenza molto scarsa nelle classifiche dei singoli, l'heavy metal della fine degli anni '70 si costruì un seguito considerevole, in particolare tra gli adolescenti maschi della classe operaia in Nord America e in Europa.

#### Il Christian rock

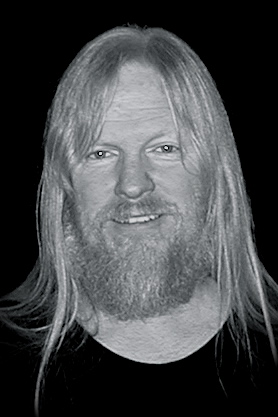
I Larry Norman

Il rock è stato criticato da alcuni capi religiosi cristiani, che lo hanno condannato come immorale, anticristiano e persino demoniaco. Tuttavia, il rock cristiano iniziò a svilupparsi alla fine degli anni '60, in particolare dal Jesus movement iniziato nel sud della California, ed emerse come sottogenere negli anni '70 con artisti come Larry Norman, solitamente visto come la prima grande "star" del rock cristiano. Il genere è stato particolarmente popolare negli Stati Uniti. Molti artisti rock cristiani hanno legami con la scena musicale cristiana contemporanea, mentre altri gruppi e artisti sono strettamente legati alla musica indipendente. Dagli anni '80 gli artisti rock cristiani hanno ottenuto un successo mainstream, comprese figure come l'artista americana crossover gospel/pop Amy Grant. Sebbene questi artisti fossero ampiamente accettati nelle comunità cristiane, l'adozione di stili heavy rock e glam metal da parte di band come Petra e Stryper, che ottennero un notevole successo mainstream negli anni '80, fu più controversa. Dagli anni '90 c'è stato un numero crescente di artisti che hanno tentato di evitare l'etichetta di band cristiana, preferendo essere visti come gruppi che erano anche cristiani, come i P.O.D. e Collective Soul.

### Il punk e le sue conseguenze

#### Punk rock

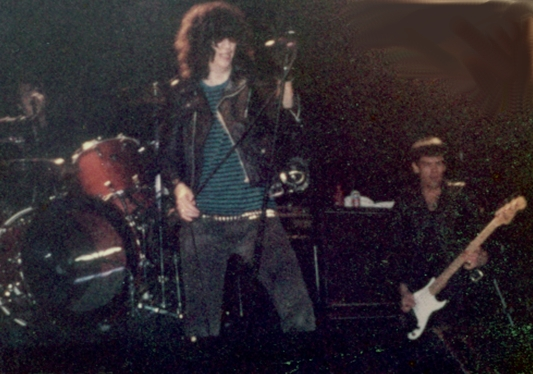
Joey e Dee Dee dei Ramone in concerto nel 1983

Il punk rock si è sviluppato tra il 1974 e il 1976 negli Stati Uniti e nel Regno Unito. Radicati nel garage rock e in altre forme di quella che oggi è conosciuta come musica proto-punk, i gruppi punk rock evitarono gli eccessi percepiti del rock mainstream degli anni '70. Hanno creato musica veloce e dura con canzoni brevi, strumentazione ridotta e testi spesso politici e anti-establishment. Il punk abbraccia un'etica DIY (fai da te), con molte band che autoproducono le loro registrazioni e le distribuiscono attraverso canali informali. Alla fine del 1976, gruppi come i Ramones e Patti Smith, a New York, e i Sex Pistols e The Clash, a Londra, furono riconosciuti come l'avanguardia di un nuovo movimento musicale. L'anno successivo vide il punk rock diffondersi in tutto il mondo. Per la maggior parte, il punk ha messo radici in scene locali che tendevano a rifiutare l'associazione con il mainstream. Emerse una sottocultura punk associata, che esprimeva ribellione giovanile e caratterizzata da stili di abbigliamento distintivi e una varietà di ideologie antiautoritarie. Dalla popolarità iniziale del punk rock negli anni '70 e dal rinnovato interesse creato dal revival punk degli anni '90, il punk rock continua ad avere un forte seguito underground. Una variazione più estrema del punk rock, l'hardcore punk è emerso dalle scene locali, in particolare a Los Angeles e New York e ha messo radici a Washington DC, Boston e San Francisco. Con canzoni più forti, più veloci e solitamente più brevi con voci gridate o urlate, ha generato band come Dead Kennedys, Minor Threat e Black Flag.

#### New wave

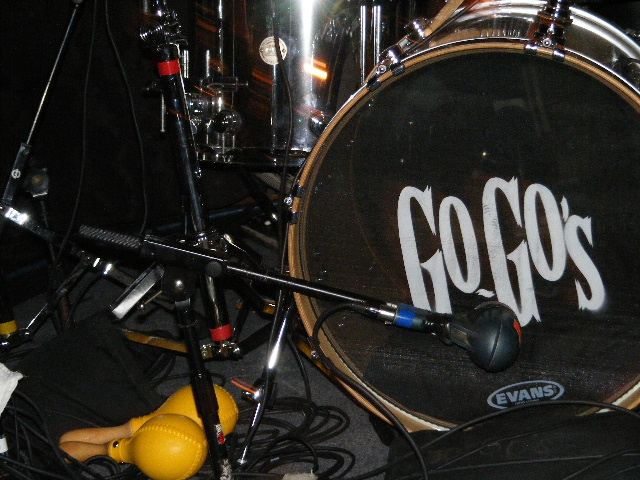
Il logo delle The Go-Go's sulla loro grancassa

Sebbene il punk rock fosse un fenomeno sociale e musicale significativo, ottenne meno in termini di vendite di dischi, o trasmissioni radiofoniche americane (poiché la scena radiofonica continuava a essere dominata da formati tradizionali come disco music e rock orientato all'album). Il punk rock aveva attratto devoti dal mondo dell'arte e dei collegiali e presto band che sfoggiavano un approccio più colto e artistico, come Talking Heads, e Devo iniziarono a infiltrarsi nella scena punk; in alcuni ambienti la descrizione "New Wave" iniziò ad essere usata per differenziare questi gruppi meno apertamente punk. I dirigenti discografici, che erano stati per lo più disorientati dal movimento punk, riconobbero il potenziale delle band New Wave più accessibili e iniziarono a firmare e commercializzare in modo aggressivo qualsiasi band che potesse rivendicare una connessione remota con il punk o la new wave. Molte di queste band, come The Cars, The Runaways e The Go-Go's, possono essere viste come gruppi pop commercializzati come new wave; altri musicisti esistenti come le band "skinny tie" (cravatta sottile) esemplificate da The Knack o i fotogenici Blondie, iniziarono come gruppi punk e si spostarono poi in un territorio più commerciale.

#### Post-punk

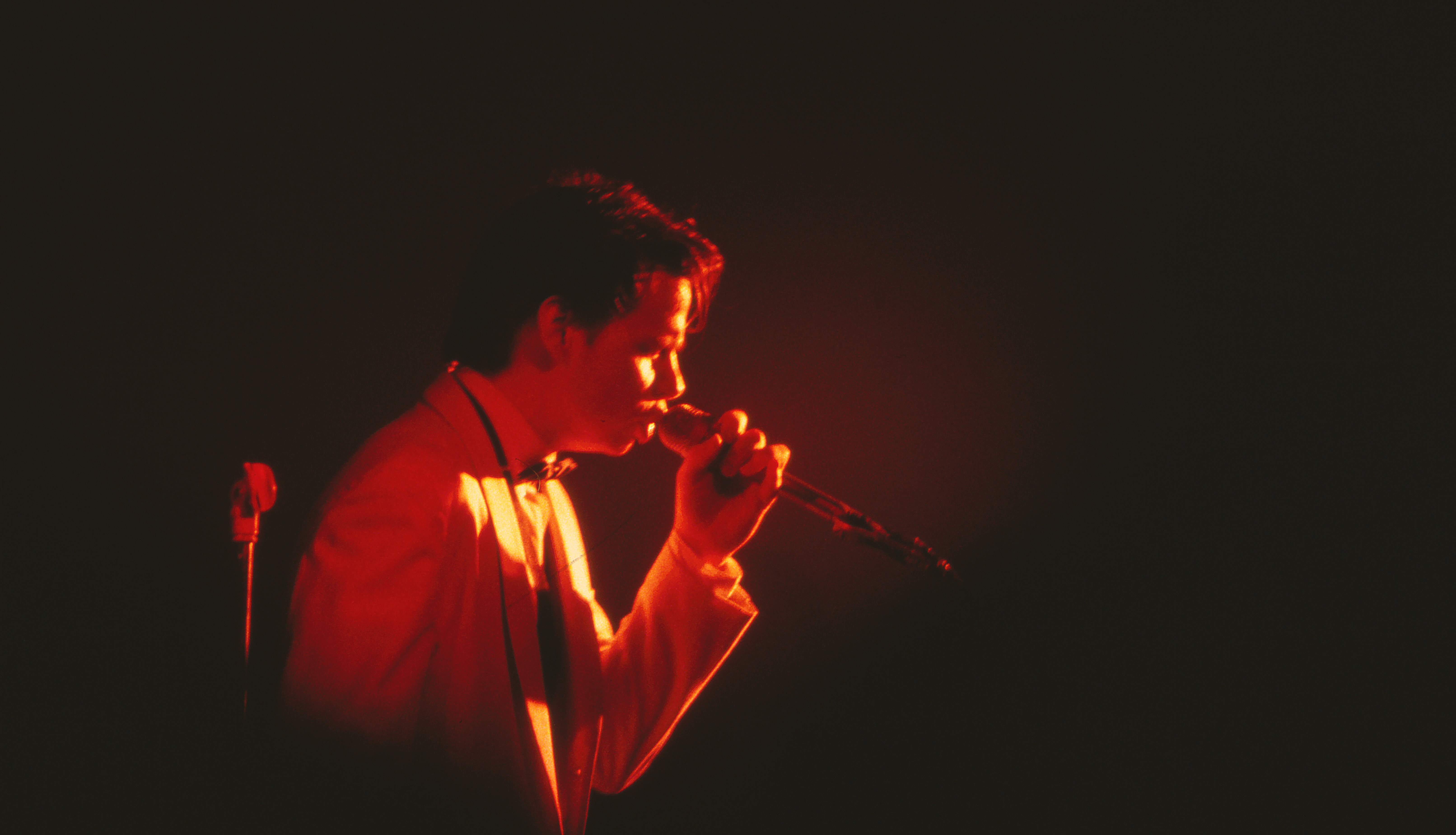
James Chance in concerto nel 1981

Se l'hardcore punk ha perseguito più direttamente l'estetica essenziale del punk rock, e la new wave è arrivata a rappresentare la sua ala commerciale, il post-punk è emerso alla fine degli anni '70 e all'inizio degli anni '80 come il suo lato più artistico e stimolante. Le principali influenze accanto alle band punk furono The Velvet Underground, The Who, Frank Zappa e Captain Beefheart, e la scena no wave di New York che poneva l'accento sulla performance, incluse band come James Chance and the Contortions, DNA e Sonic Youth. I primi contributori al genere includevano le band statunitensi Pere Ubu, Devo, The Residents e Talking Heads. Sebbene molte band post-punk abbiano continuato a registrare ed esibirsi, il movimento ha avuto sempre meno successo dalla metà degli anni '80 quando gli artisti si sciolsero o cambiarono per esplorare altre aree musicali. Nonostante questo, il post-punk continuò ad influenzare lo sviluppo della musica rock ed è stato visto come un elemento importante nella creazione del movimento rock alternativo.

#### Glam and extreme metal

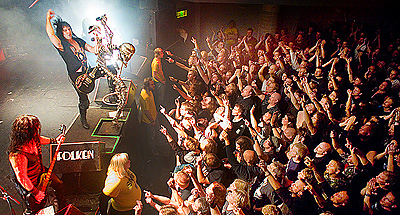
Gli W.A.S.P. in concerto

Alla fine degli anni '70 Eddie Van Halen si affermò come virtuoso della chitarra metal dopo l'omonimo album del 1978 della sua band. Ispirata dal successo di Van Halen e dalla nuova ondata di heavy metal britannico, una scena metal iniziò a svilupparsi nel sud della California dalla fine degli anni '70, basata sui club della Sunset Strip di Los Angeles e includendo band come Quiet Riot, Ratt, Mötley Crüe, e W.A.S.P., che, insieme ad altre band dallo stile simile come Twisted Sister di New York, hanno incorporato la teatralità (e talvolta il trucco) del glam rock tipo Alice Cooper e Kiss. I testi di queste band glam metal enfatizzavano tipicamente l'edonismo e il comportamento selvaggio e musicalmente si distinguevano per assoli di chitarra rapidi, cori enfatici e un approccio relativamente melodico e orientato al pop. Verso la metà degli anni '80 cominciarono ad emergere band dalla scena di Los Angeles che perseguivano un'immagine meno glam e un suono più crudo, in particolare i Guns N' Roses, che sfondarono con Appetite for Destruction (1987) e Jane's Addiction, che raggiunsero la vetta delle classifiche dopo il loro debutto su una major, Nothing's Shocking, l'anno seguente.[121]

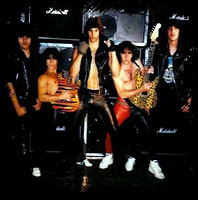
Gli Anthrax nel 1983

Alla fine degli anni '80 il metal si frammentò in diversi sottogeneri, tra cui il thrash metal, che si sviluppò negli Stati Uniti dallo stile noto come speed metal, sotto l'influenza dell'hardcore punk, con riff di chitarra a registro basso tipicamente sovrapposti da shredding. I testi spesso esprimevano opinioni nichiliste o trattavano questioni sociali usando un linguaggio viscerale e cruento. È stato reso popolare dai "Big Four of Thrash": Metallica, Anthrax, Megadeth e Slayer. Il death metal si è sviluppato dal thrash, particolarmente influenzato dalle band Venom e Slayer. I Death della Florida ed i Possessed della Bay Area enfatizzavano elementi lirici di blasfemia, diabolismo e millenarismo, con voci solitamente fornite come gutturali "growl", urla acute (screaming, integrate da chitarre smorzate e altamente distorte e percussioni di contrabbasso estremamente veloci.

#### Heartland rock

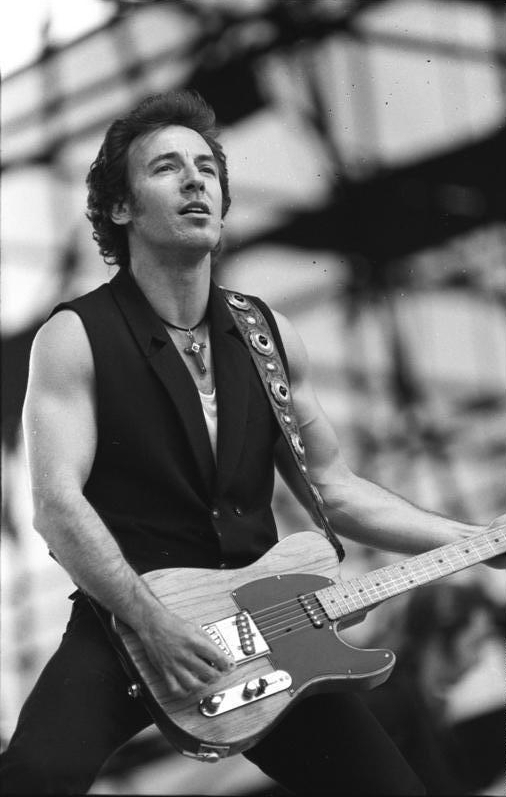
Bruce Springsteen suona a Berlino Est nel 1988

L'Heartland rock americano era orientato alla classe operaia, caratterizzato da uno stile musicale diretto e una preoccupazione per la vita dei normali lavoratori e sviluppò nella seconda metà degli anni '70. Il termine heartland rock è stato usato per la prima volta per descrivere gruppi rock dell'arena del Midwest come Kansas, REO Speedwagon e Styx, ma è stato associato a una forma più interessata al sociale di roots rock influenzato da folk, country e rock and roll. È stato visto come una controparte del Midwest americano e della Rust Belt del rock country della costa occidentale e del Southern rock. Guidato da figure che inizialmente erano state identificate con il punk rock e la new wave, è stato fortemente influenzato da artisti come Bob Dylan, The Byrds, Creedence Clearwater Revival e Van Morrison, e dal rock scarno del garage degli anni '60, oltreché dai Rolling Stones.
Esemplificato dal successo commerciale dei cantautori Bruce Springsteen, Bob Seger e Tom Petty, insieme ad artisti meno conosciuti come Southside Johnny e gli Asbury Jukes e Joe Grushecky e the Houserockers, fu in parte una reazione al declino urbano post-industriale nell'Est e nel Mid-West, soffermandosi spesso sulle questioni dell'alienazione sociale e dell'isolamento, accanto a una forma di revivalismo del buon umore rock and roll. Il genere raggiunse il suo apice commerciale, artistico e di influenza a metà degli anni '80, con Born in the U.S.A. (1984) di Springsteen, che raggiunse la vetta delle classifiche mondiali e generò una serie di primi dieci singoli, insieme all'arrivo di artisti tra cui John Mellencamp, Steve Earle e cantautori più gentili come Bruce Hornsby. Può anche essere sentito come influenza su artisti diversi come Billy Joel e Tracy Chapman.
L'Heartland rock è svanito come genere riconosciuto all'inizio degli anni '90, poiché la musica rock in generale, e i temi dei "colletti blu" e della classe operaia bianca in particolare, hanno perso appeal nel pubblico più giovane e gli artisti dell'Heartland si sono rivolti a opere più introspettive. Molti artisti Heartland rock continuano a registrare oggi con successo di critica e commerciale, in particolare Bruce Springsteen e John Mellencamp, sebbene i loro lavori siano diventati più personali e sperimentali e non si adattino più facilmente a un singolo genere. Artisti più recenti la cui musica sarebbe stata forse etichettata come rock del cuore se fosse stata pubblicata negli anni '70 o '80, come Bottle Rockets del Missouri e Uncle Tupelo dell'Illinois, si trovarono etichettati come alt-country.

#### L'emergere del rock alternativo

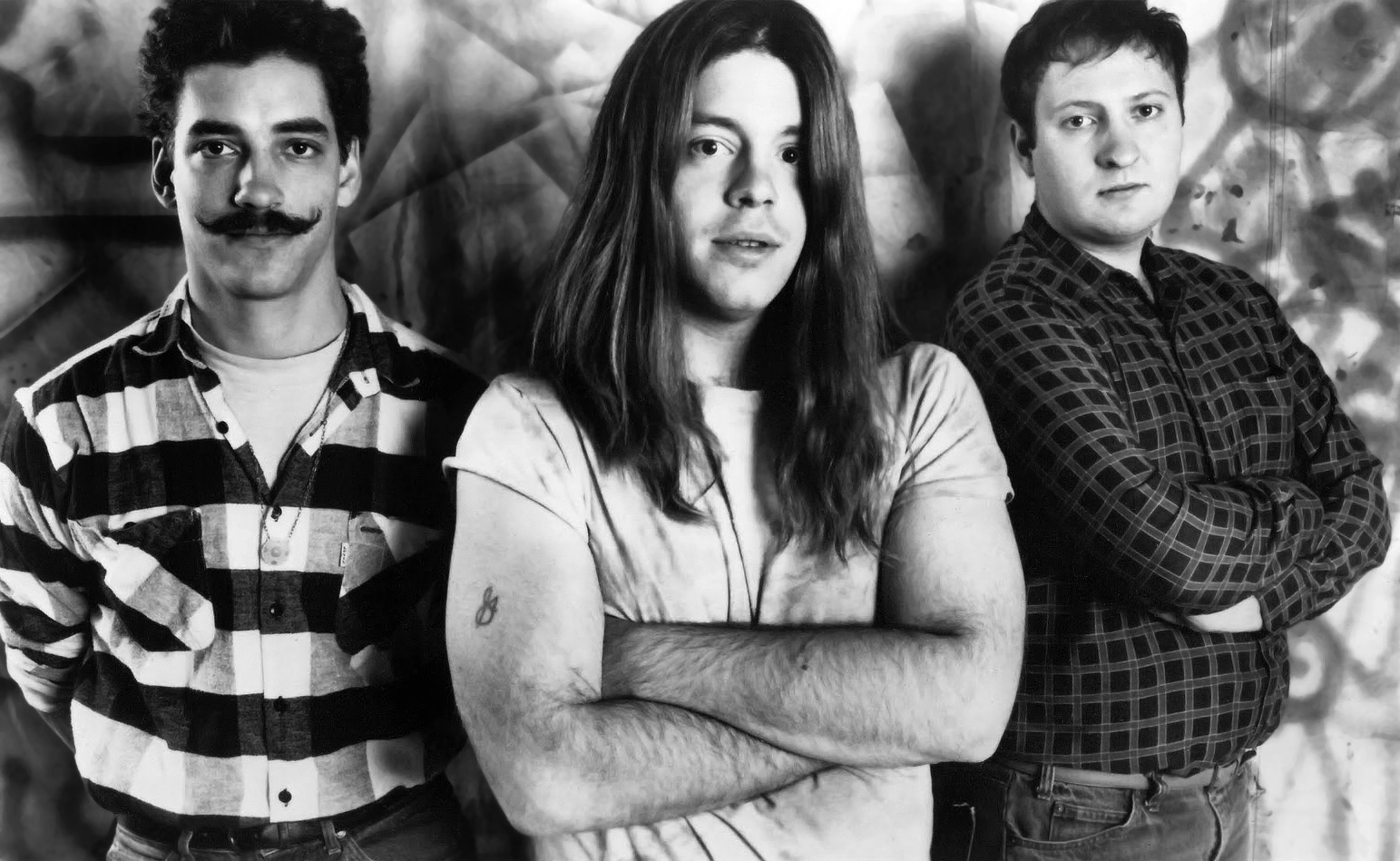
Gli Hüsker Dü nel 1986

Il termine rock alternativo è stato coniato nei primi anni '80 per descrivere artisti rock che non si adattavano ai generi tradizionali dell'epoca. Le band soprannominate "alternative" non avevano uno stile unificato, ma erano tutte viste come distinte dalla musica mainstream. I gruppi alternativi erano legati dal loro debito collettivo al punk rock, attraverso l'hardcore punk, la new wave oppure i movimenti post-punk. Band importanti del movimento alternativo degli anni '80 negli Stati Uniti includevano R.E.M., Hüsker Dü, Jane's Addiction, Sonic Youth e i Pixies. Gli artisti erano in gran parte confinati nelle etichette discografiche indipendenti, costruendo un'ampia scena musicale underground basata su radio universitarie, fanzine, tour e passaparola. Poche di queste band, con l'eccezione dei R.E.M., hanno raggiunto il successo mainstream, ma nonostante la mancanza di vendite spettacolari di album, hanno esercitato una notevole influenza sulla generazione di musicisti che sono diventati maggiorenni negli anni '80 e hanno finito per sfondare nel mainstream in gli anni '90. Gli stili di rock alternativo negli Stati Uniti durante gli anni '80 includevano il jangle pop, associato alle prime registrazioni dei R.E.M., che incorporavano le chitarre squillanti del pop e del rock della metà degli anni '60, e il college rock, usato per descrivere band alternative che iniziarono nel circuito del college e la radio del college, incluse band come 10.000 Maniacs e The Feelies.

### L'alternativo diventa mainstream

#### Grunge

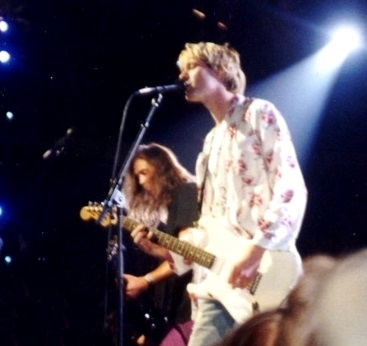
I Nirvana nel 1992.

All'inizio degli anni '90, il rock era dominato da artisti pop, rock e "hair metal" commercializzati e altamente prodotti, mentre MTV era arrivata e promuoveva l'attenzione all'immagine e allo stile. Disaffezionati a questa tendenza, a metà degli anni '80, le band nello stato di Washington (in particolare nell'area di Seattle) formarono un nuovo stile di rock che contrastava nettamente con la musica mainstream dell'epoca. Il genere in via di sviluppo divenne noto come "grunge", un termine che descrive il suono sporco della musica e l'aspetto trasandato della maggior parte dei musicisti, che si ribellarono attivamente contro l'immagini troppo curata degli artisti più popolari. Il grunge fondeva elementi di hardcore punk e heavy metal in un unico suono e faceva un uso massiccio di distorsione della chitarra, fuzz e feedback. I testi erano tipicamente apatici e pieni di angoscia e spesso riguardavano temi come l'alienazione e l'intrappolamento sociale, sebbene fosse anche noto per il suo umorismo oscuro e le parodie del rock commerciale.
Band come Green River, Soundgarden, Melvins e Skin Yard hanno aperto la strada al genere, con i Mudhoney che sono diventati il maggior successo entro la fine del decennio. Tuttavia, il grunge rimase in gran parte un fenomeno locale fino al 1991, quando Nevermind dei Nirvana divenne un enorme successo grazie al primo singolo Smells Like Teen Spirit. Nevermind era più melodico dei suoi predecessori, ma la band si rifiutò di utilizzare i tradizionali meccanismi di promozione e marketing aziendale. Durante il 1991 e il 1992, altri album grunge come Ten dei Pearl Jam, Badmotorfinger dei Soundgarden e Dirt degli Alice in Chains, insieme all'album Temple of the Dog con membri di Pearl Jam e Soundgarden, divennero tra i 100 album più venduti. L'improvvisa popolarità di queste band grunge spinse Rolling Stone a soprannominare Seattle "la nuova Liverpool". Le principali etichette discografiche hanno firmato la maggior parte delle rimanenti band grunge a Seattle, mentre un secondo afflusso di artisti si è trasferito in città nella speranza del successo. Tuttavia, con la morte di Kurt Cobain e il successivo scioglimento dei Nirvana nel 1994, i problemi di tour dei Pearl Jam e la dipartita del cantante degli Alice in Chains Layne Staley nel 1996, il genere iniziò a declinare, in parte per essere messo in ombra da Britpop e post-grunge che avevano un suono più commerciale.

#### Post-grunge

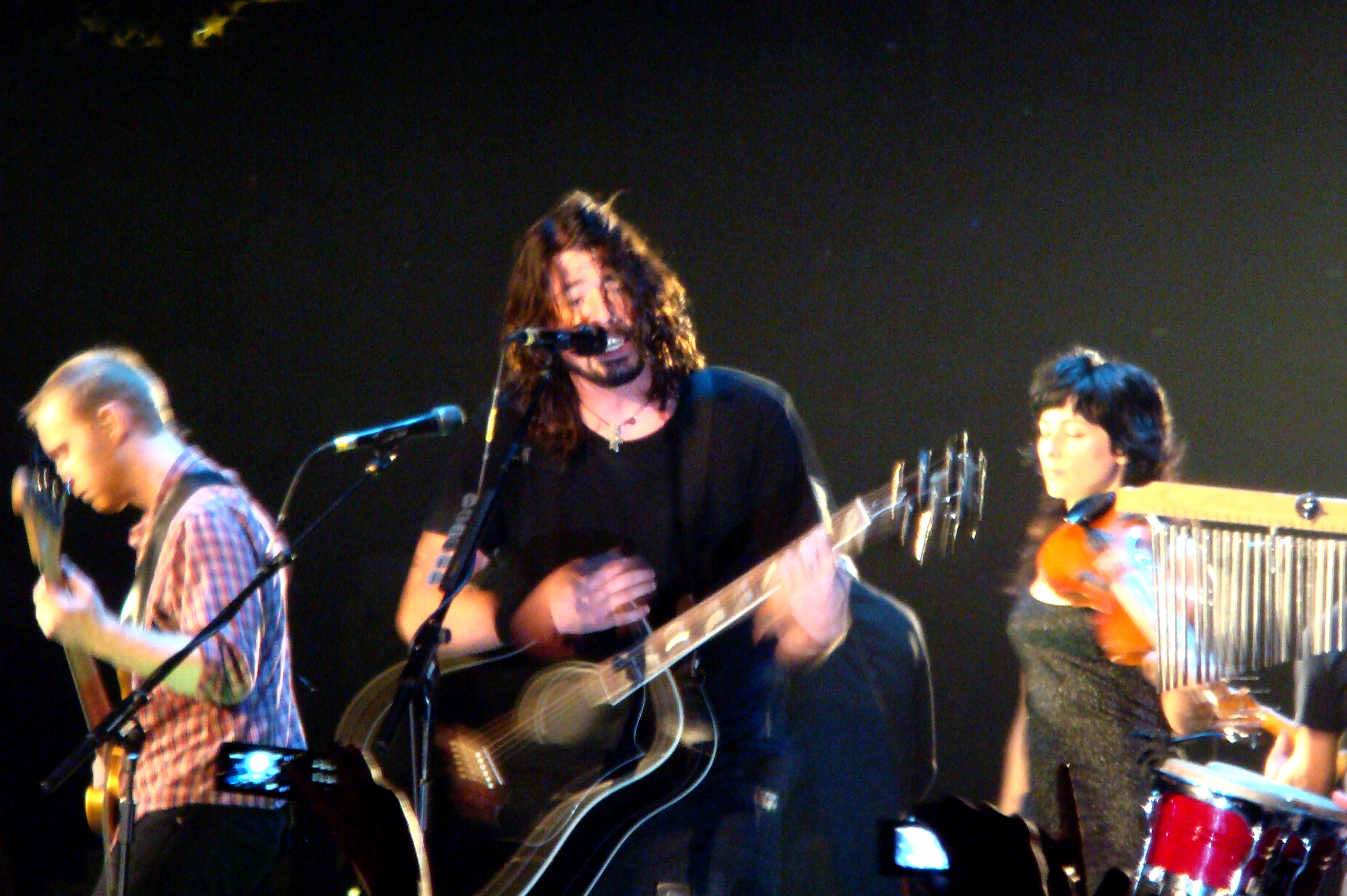
Foo Fighters

Il termine post-grunge è stato coniato per la generazione di band che hanno seguito l'emergere nel mainstream, e la successiva interruzione, delle band grunge di Seattle. Le band post-grunge hanno emulato i loro atteggiamenti e la loro musica, ma con un suono commerciale più orientato alla radio. Spesso hanno lavorato attraverso le major e hanno incorporato diverse influenze dal jangle pop, punk-pop, alternative metal o hard rock. Il termine post-grunge doveva essere peggiorativo, suggerendo che fossero musicalmente dei derivati, o una risposta cinica a un movimento rock "autentico". Dal 1994, la nuova band dell'ex batterista dei Nirvana Dave Grohl, i Foo Fighters, ha contribuito a rendere popolare il genere e a definirne i parametri.
Alcune band post-grunge, come i Candlebox, provenivano da Seattle, ma il sottogenere era caratterizzato da un ampliamento della base geografica del grunge, con band come gli Audioslave di Los Angeles e i Collective Soul dei Georgia, che cementarono il post-grunge come uno dei i sottogeneri più commercialmente validi della fine degli anni '90. Sebbene predominassero le band maschili, anche l'album Jagged Little Pill del 1995 dell'artista solista Alanis Morissette, etichettato come post-grunge, divenne un successo multi-platino. Band come Creed e Nickelback hanno portato il post-grunge nel 21º secolo con un notevole successo commerciale, abbandonando la maggior parte dell'angoscia e della rabbia del movimento originale per inni, narrazioni e canzoni romantiche più convenzionali, e sono state seguite in questa direzione da nuove band tra cui Shinedown, Seether e 3 Doors Down.

#### Pop punk

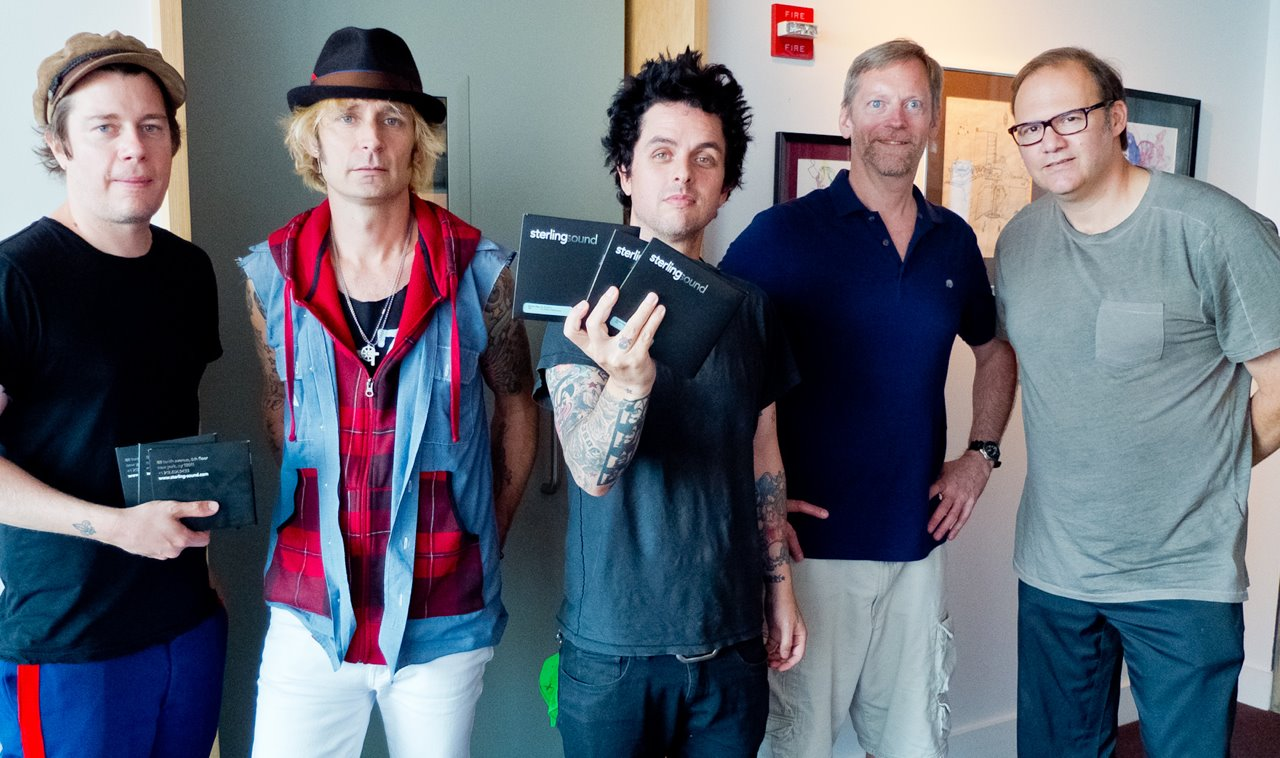
I Green Day

Le origini del Pop punk degli anni '90 possono essere viste nelle band più orientate alla canzone del movimento punk degli anni '70 come The Buzzcocks e The Clash, band new wave di successo commerciale come The Jam e The Undertones, e gli elementi più influenzati dall'hardcore punk dell'alternative rock negli anni '80. Il pop-punk tende a usare melodie power-pop e cambi di accordi con ritmi punk veloci e chitarre ad alto volume. La musica punk ha fornito l'ispirazione per alcune band californiane su etichette indipendenti nei primi anni '90, tra cui Rancid, Pennywise, Weezer e Green Day. Nel 1994 i Green Day passarono a una major e produssero l'album Dookie, che trovò un nuovo pubblico, in gran parte adolescente, e si dimostrò un sorprendente successo di vendite di diamanti, portando a una serie di singoli di successo, tra cui due numeri uno negli Stati Uniti. Furono presto seguiti dall'omonimo debutto di Weezer, che generò tre singoli nella top ten negli Stati Uniti. Questo successo ha aperto le porte alle vendite multiplatino del gruppo punk metallizzato The Offspring con Smash (1994). Questa prima ondata di pop punk raggiunse il suo apice commerciale con Nimrod (1997) dei Green Day e Americana (1998) dei The Offspring.
Una seconda ondata di punk pop è stata guidata dai Blink-182, con il loro album rivoluzionario Enema of the State (1999), seguito da band come Good Charlotte, Bowling for Soup e Sum 41, che hanno fatto uso dell'umorismo nei loro video e hanno un tono più adatto alla radio alla loro musica, pur mantenendo la velocità, parte dell'atteggiamento e persino l'aspetto del punk degli anni '70. Le successive band pop-punk, tra cui Simple Plan, All-American Rejects e Fall Out Boy, avevano un suono che è stato descritto come più vicino all'hardcore degli anni '80, pur ottenendo un notevole successo commerciale.

#### Indie rock

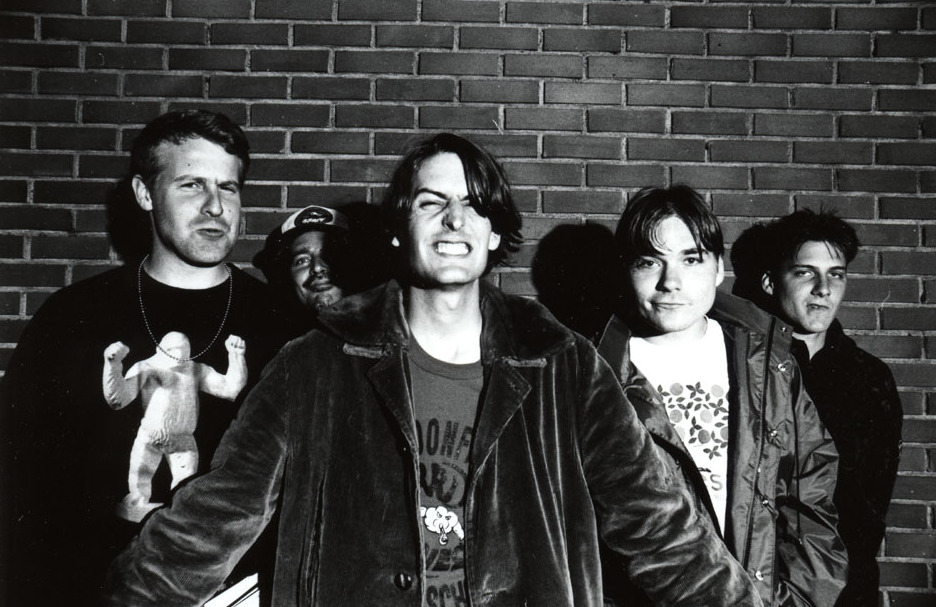
La Lo-fi indie rock band Pavement

Negli anni '80 i termini indie rock e alternative rock erano usati in modo intercambiabile. Verso la metà degli anni '90, quando elementi del movimento iniziarono ad attrarre l'interesse del mainstream, in particolare il grunge e poi il Britpop, il post-grunge e il pop punk, il termine "alternativo" iniziò a perdere il suo significato. Quelle band che seguivano i contorni meno commerciali della scena erano sempre più indicate dall'etichetta "indie". Queste band hanno tentato di mantenere il controllo delle loro carriere pubblicando album per conto proprio o piccole etichette indipendenti, facendo affidamento, per la promozione, su tour, passaparola e trasmissioni radiofoniche su stazioni indipendenti o universitarie. Legato da un'etica più che da un approccio musicale, il movimento indie rock comprendeva una vasta gamma di stili, che andava da band influenzate dal grunge come Superchunk, a band sperimentali DIY come i Pavement, a cantanti punk folk come Anni DiFranco. È stato notato che l'indie rock ha una percentuale relativamente alta di artiste donne rispetto ai generi rock precedenti, una tendenza esemplificata dallo sviluppo della musica Riot Grrrl influenzato dal femminismo.
Entro la fine degli anni '90 molti sottogeneri riconoscibili, la maggior parte con le loro origini nel movimento alternativo della fine degli anni '80, furono inclusi sotto l'ombrello dell'indie. Il Lo-fi ha evitato tecniche di registrazione raffinate in favore dell'etica DIY ed è stato guidato da Beck, Sebadoh e Pavement. Il lavoro di Talk Talk e Slint ha contribuito a ispirare sia il post rock, uno stile sperimentale influenzato dal jazz e dalla musica elettronica, ripreso da artisti come Tortoise, sia a portare a conseguenze più dense e complesse, basate sulla chitarra come il math rock sviluppato da artisti come Polvo e Chavez. Il Sadcore ha enfatizzato il dolore e la sofferenza attraverso l'uso melodico di strumentazione acustica ed elettronica nella musica di band come American Music Club e Red House Painters, mentre il revival del pop barocco ha reagito alla musica lo-fi e sperimentale ponendo l'accento sulla melodia e strumentazione classica, con artisti come Rufus Wainright.

#### Alternative metal, rap rock e nu metal

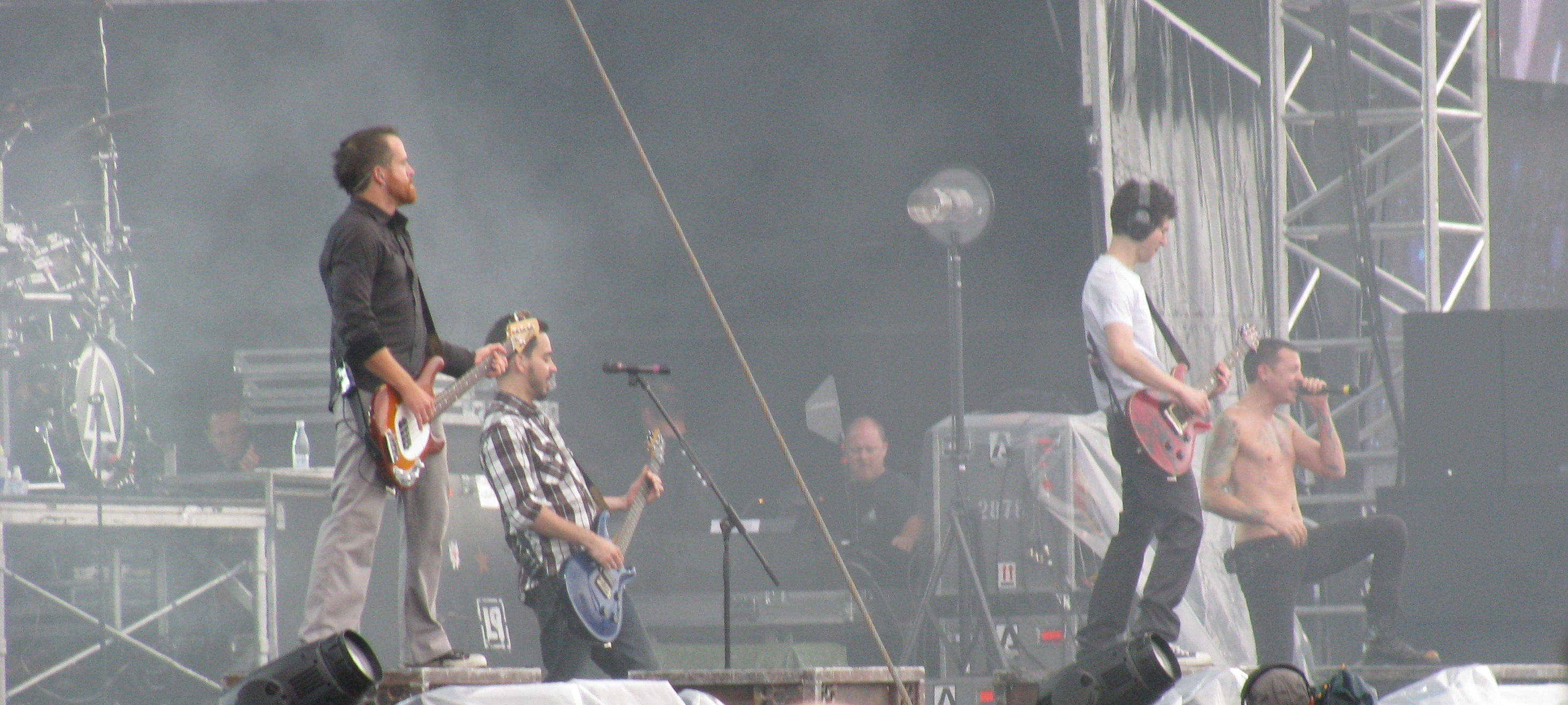
Linkin Park performing at 2009 Sonisphere Festival a Pori, Finlandia

L'alternative metal è emerso dalla scena hardcore del rock alternativo negli Stati Uniti alla fine degli anni '80, ma ha guadagnato un pubblico più ampio dopo che il grunge è entrato nel mainstream nei primi anni '90. I primi gruppi metal alternativi mescolavano un'ampia varietà di generi con sensibilità hardcore e heavy metal, con artisti come Jane's Addiction e Primus che usavano il prog-rock, Soundgarden e Corrosion of Conformity che usavano il garage punk, The Jesus Lizard e Helmet che mescolavano noise-rock, Ministry e i Nine Inch Nails sono stati influenzati dalla musica industriale, i Monster Magnet si sono spostati nella psichedelia, i Pantera e gli White Zombie hanno creato groove metal, mentre i Biohazard e i Faith No More si sono rivolti all'hip hop e al rap.
L'hip hop aveva attirato l'attenzione dei gruppi rock nei primi anni '80, tra cui The Clash con The Magnificent Seven (1981) e Blondie con Rapture (1981). I primi crossover includevano i Run DMC e i Beastie Boys. Il rapper di Detroit Esham divenne noto per il suo stile "acid rap", che fondeva il rap con un suono spesso basato sul rock e sull'heavy metal. I rapper che hanno campionato canzoni rock includevano Ice-T, The Fat Boys, LL Cool J, Public Enemy e Whodini. Il mix di thrash metal e rap è stato introdotto per la prima volta dagli Anthrax nel loro singolo del 1987 I'm the Man, influenzato dalla commedia.

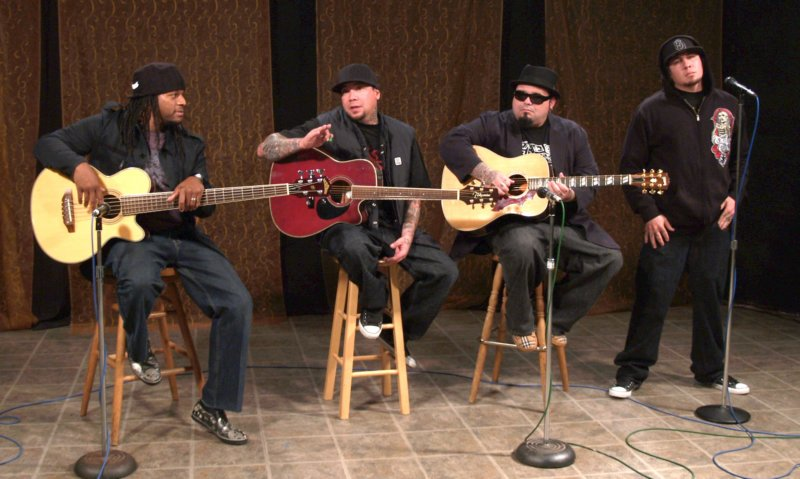
P.O.D. in un concerto in acustico

Nel 1990, i Faith No More hanno fatto irruzione nel mainstream con il loro singolo "Epic", spesso visto come la prima combinazione veramente riuscita di heavy metal e rap. Questo ha aperto la strada al successo di band già esistenti come 24-7 Spyz e Living Colour e nuovi artisti tra cui Rage Against the Machine e Red Hot Chili Peppers, che fondevano tutti rock e hip hop tra le altre influenze. 
Tra la prima ondata di artisti a ottenere il successo mainstream come rap rock c'erano 311, Bloodhound Gang, e Kid Rock. Un suono più metallico - nu metal - fu perseguito da band come Limp Bizkit, Korn e Slipknot. Più tardi nel decennio questo stile, che conteneva un mix di grunge, punk, metal, rap e scratching, ha generato un'ondata di band di successo come Linkin Park, P.O.D. e Staind, che sono stati spesso classificati come rap metal o nu metal, i primi dei quali sono la band più venduta del genere.
Nel 2001, il nu metal ha raggiunto il suo apice con album come Break the Cycle degli Staind, Satellite dei POD, Iowa degli Slipknot e Hybrid Theory dei Linkin Park. Sono emerse anche nuove band come i Disturbed, il gruppo post-grunge-hard rock Godsmack e Breaking Benjamin, e persino i Papa Roach, il cui debutto con la major Infest è diventato un successo di platino. Tuttavia, nel 2002 c'erano segni che la popolarità mainstream del nu metal si stava spegnendo. Il quinto album dei Korn, Untouchables, e il secondo album dei Papa Roach, Lovehatetragedy, non si vendettero bene come le loro uscite precedenti, mentre le band nu metal venivano suonate più raramente nelle stazioni radio rock e MTV iniziò a concentrarsi sul pop punk e sull'emo. Tuttavia, l'album dei Korn Untouchables è diventato disco di platino e il suo singolo Here to Stay ha raggiunto la posizione numero 72 nella Billboard Hot 100 e ha raggiunto la posizione numero uno nel Total Request Live di MTV due volte. Inoltre, la band nu metal Evanescence è diventata estremamente popolare nel 2003 e i Linkin Park hanno continuato ad avere molto successo mainstream. Dopo i primi anni 2000, molte band nu metal hanno cambiato il loro stile, con rock alternativo, post-grunge, hard rock e heavy metal.

### Il nuovo millennio

#### Emo

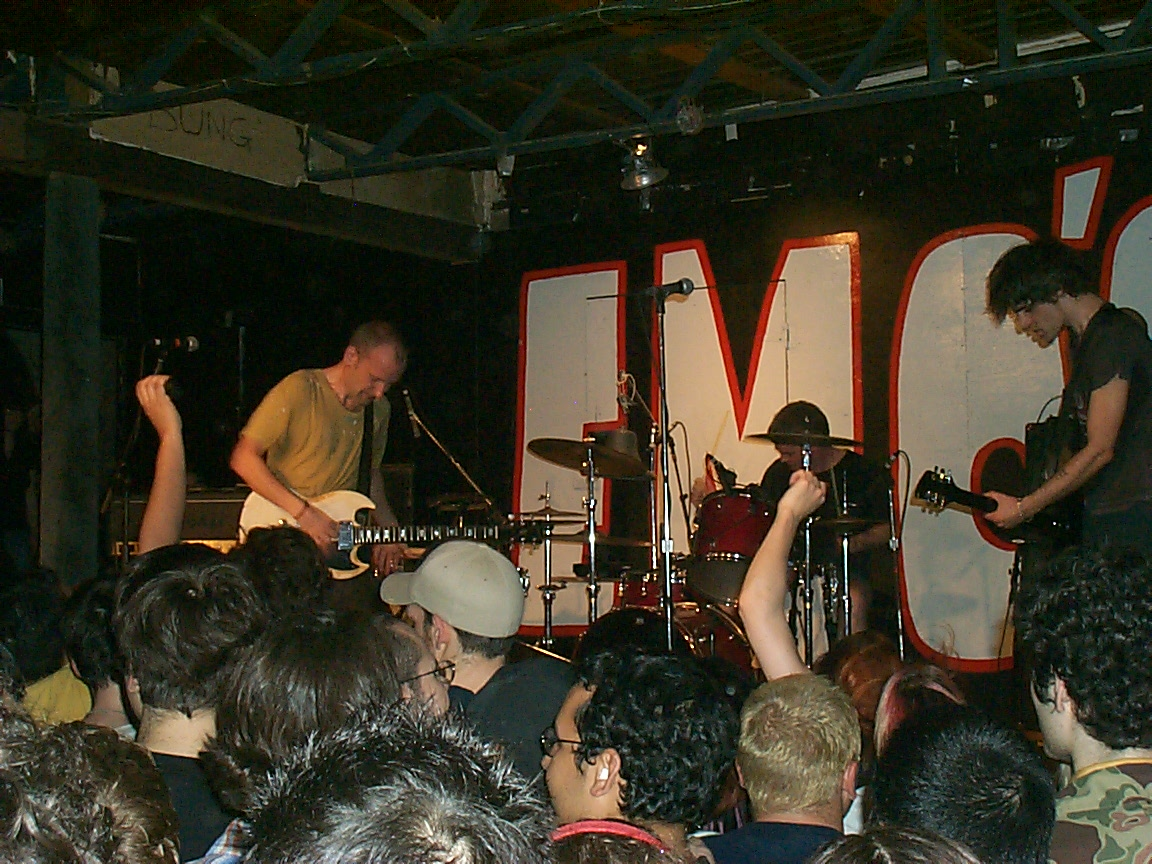
Fugazi dal vivo nel 2002

L'emo è emerso dalla scena hardcore negli anni '80 a Washington, DC, inizialmente come "emocore", usato come termine per descrivere band che prediligevano voci espressive rispetto al più comune stile abrasivo. Lo stile è stato introdotto dai gruppi Rites of Spring e Embrace, l'ultimo formato da Ian MacKaye, la cui Dischord Records è diventata un importante centro per la scena emo DC emergente, pubblicando lavori di Rites of Spring, Dag Nasty, Nation of Ulysses e Fugazi. I Fugazi sono emersi come la prima band emo definitiva, guadagnandosi una base di fan tra i seguaci del rock alternativo, non da ultimo per la loro posizione apertamente anti-commerciale. La prima scena emo operava a livello underground, con band di breve durata che pubblicavano dischi in vinile di piccole tirature su minuscole etichette indipendenti. Il suono emo della metà degli anni '90 è stato definito da band come Jawbreaker e Sunny Day Real Estate che hanno incorporato elementi di grunge e rock più melodico. Solo dopo la svolta del grunge e del pop punk nel mainstream, l'emo ha ricevuto una maggiore attenzione con il successo dell'album Pinkerton (1996) di Weezer, molto più pop punk. Tra le band della fine degli anni '90 di maggior successo che hanno attinto al lavoro di Fugazi, SDRE, Jawbreaker e Weezer, ci sono The Promise Ring, Get Up Kids, Braid, Texas Is the Reason, Joan of Arc, Jets to Brazil e Jimmy Eat World, portando questo stile ad essere uno dei più popolari dell'indie negli Stati Uniti alla fine del millennio.
L'emo ha fatto irruzione nella cultura mainstream nei primi anni 2000 con il successo di vendite di platino di Bleed American (2001) di Jimmy Eat World e The Places You Have Come to Fear the Most (2003) di Dashboard Confessional. Il nuovo emo ha avuto un fascino molto maggiore tra gli adolescenti rispetto alle sue precedenti incarnazioni . Allo stesso tempo, l'uso del termine emo si espanse oltre il genere musicale, venendo associato alla moda, a un'acconciatura ea qualsiasi musica che esprimesse emozioni. Il termine emo è stato applicato da critici e giornalisti a una varietà di artisti, incluse band multiplatino come Fall Out Boy e My Chemical Romance e gruppi disparati come Paramore e Panic! at the Disco anche quando protestano contro l'etichetta.

#### Garage rock/post-punk revival

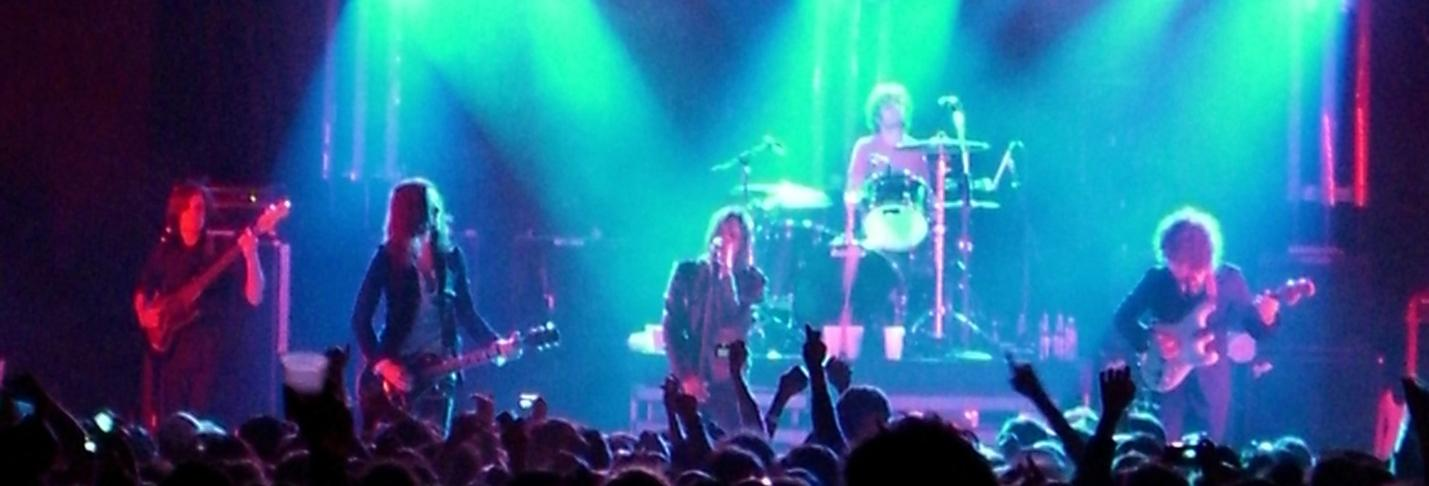
The Strokes performing in 2006

All'inizio degli anni 2000, un nuovo gruppo di band che suonava una versione ridotta e di ritorno alle origini del rock per chitarra, emerse nel mainstream. Sono stati variamente caratterizzati come parte di un revival garage rock, post-punk o new wave. C'erano stati tentativi di far rivivere il garage rock ed il punk negli anni '80 e '90 e nel 2000 e negli Stati Unit si erano sviluppate diverse scene locali. La scena rock di Detroit comprendeva: The Von Bondies, Electric Six, The Dirtbombs e The Detroit Cobras e quella di New York: Radio 4, Yeah Yeah Yeahs e The Rapture
La svolta commerciale di queste scene è stata guidata da band come The Strokes, che sono emerse dalla scena dei club di New York con il loro album di debutto Is This It (2001) e The White Stripes, da Detroit, con il loro terzo album White Blood Cells (2001). Sono stati battezzati dai media come le band "The" e soprannominati "I salvatori del rock 'n' roll". Una seconda ondata di band che è riuscita a ottenere il riconoscimento internazionale come risultato del movimento includeva Black Rebel Motorcycle Club, The Killers, Interpol, Black Keys e Kings of Leon dagli Stati Uniti.

#### Metalcore and contemporary heavy metal

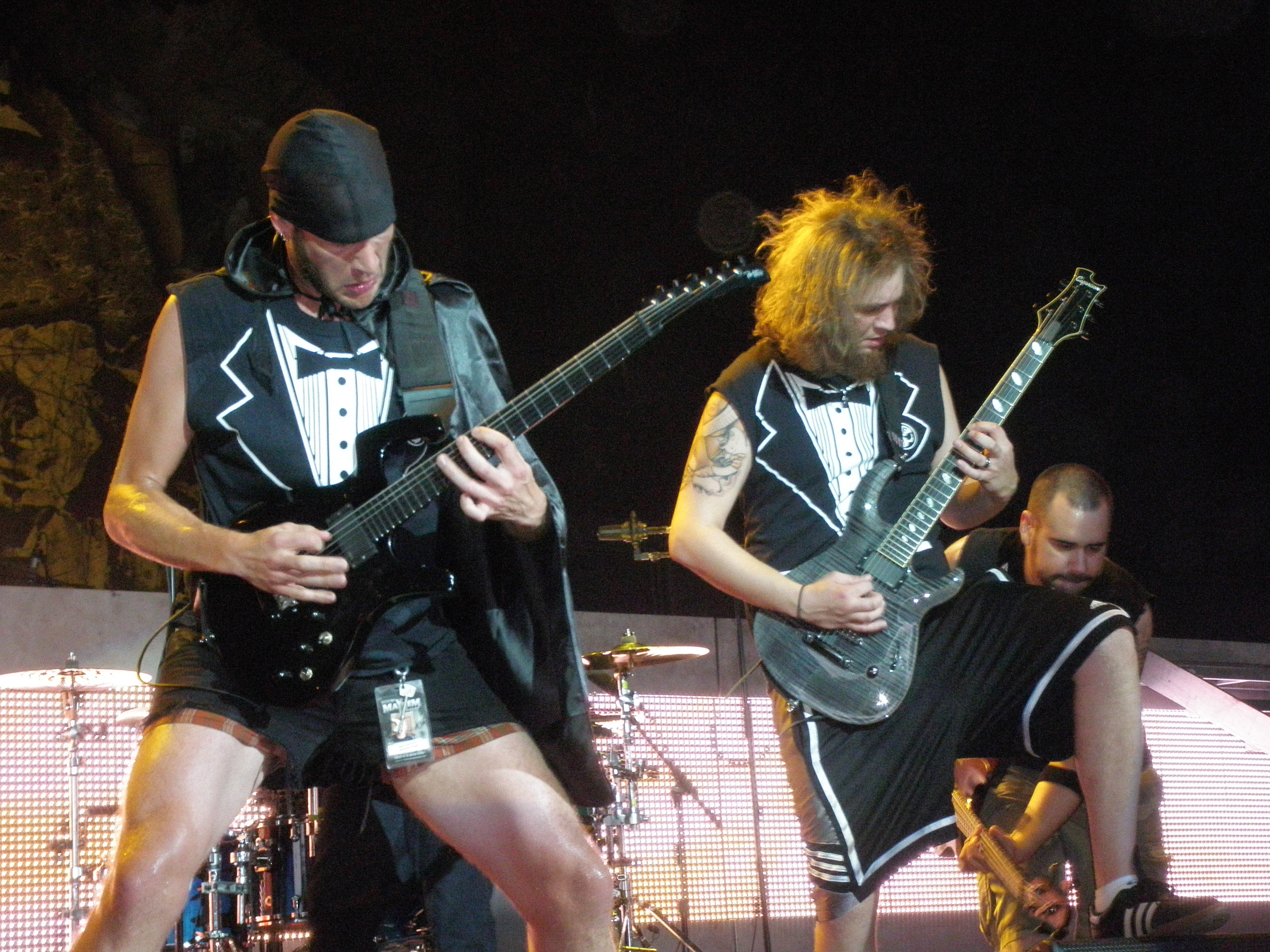
Members of Killswitch Engage on stage in 2009

Il metalcore, originariamente un ibrido americano di thrash metal e hardcore punk, è emerso come forza commerciale a metà degli anni 2000. Aveva le sue radici nello stile thrash crossover sviluppato due decenni prima da band come Suicidal Tendencies, Dirty Rotten Imbeciles e Stormtroopers of Death ed è rimasto un fenomeno underground per tutti gli anni '90. Nel 2004, il metalcore melodico, influenzato dal death metal melodico, era sufficientemente popolare perché The End of Heartache di Killswitch Engage e The War Within degli Shadows Fall debuttassero rispettivamente al numero 21 e al numero 20 della classifica degli album di Billboard. I Lamb of God, con una relativa miscela di stili metal, ha raggiunto il secondo posto nelle classifiche di Billboard nel 2009 con Wrath. Il successo di queste band e di altre come i Trivium, che hanno pubblicato album sia metalcore che thrash, e Mastodon, che suonavano in uno stile progressivo/sludge, ha ispirato le affermazioni di un revival metal negli Stati Uniti, soprannominato da alcuni critici la "New Wave of American Heavy Metal".

#### Digital electronic rock

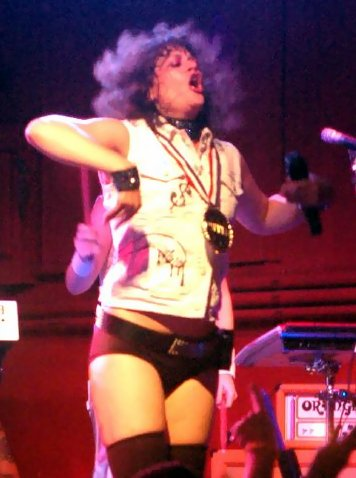
Peaches performing in August 2006

Negli anni 2000, quando la tecnologia informatica è diventata più accessibile e il software musicale si è perfezionato, è diventato possibile creare musica di alta qualità utilizzando poco più di un singolo computer portatile. Ciò ha comportato un massiccio aumento della quantità di musica elettronica prodotta in casa disponibile al grande pubblico tramite l'espansione di Internet, e nuove forme di performance come laptronica e il live coding. Queste tecniche iniziarono ad essere utilizzate anche da band esistenti, come con l'album Year Zero (2007) del gruppo rock industriale Nine Inch Nails, e sviluppando generi che mescolavano il rock con tecniche e suoni digitali, tra cui indie elettronica, electroclash e dance punk.
L'elettronica indie, iniziata nei primi anni '90 con band come Stereolab e Disco Inferno, è decollata nel nuovo millennio con lo sviluppo della nuova tecnologia digitale, con artisti come The Postal Service e Ratatat dagli Stati Uniti, mescolando una varietà di suoni indie con musica elettronica, in gran parte prodotta su piccole etichette indipendenti. Il sottogenere Electroclash è nato a New York alla fine degli anni '90, combinando synth pop, techno, punk rock e performance art. È stato introdotto da I-F con il loro brano Space Invaders Are Smoking Grass (1998), ed approfondito da artisti tra cui Felix da Housecat e Peaches. Ha guadagnato l'attenzione internazionale all'inizio del nuovo millennio, ma è rapidamente svanito come genere riconoscibile. Il dance-punk, mescolando sonorità post-punk con disco e funk, si era sviluppato negli anni '80, ma è stato ripreso tra alcune band del revival garage rock/post-punk nei primi anni del nuovo millennio, in particolare tra i gruppi di New York come Liars, The Rapture e Radio 4, affiancati da artisti orientati alla danza che hanno adottato suoni rock come Out Hud.